# Tamil Nadu
Tamil Nadu (Tamil தமிழ் நாடு Tamiḻ Nāṭu [ˈt̪amɨɻˌnaːɖɯ] ), bis 1969 Madras, ist ein Bundesstaat Indiens. Er liegt im südlichsten Teil des Subkontinents und hat rund 72 Millionen Einwohner (Volkszählung 2011) auf einer Fläche von 130.058 Quadratkilometern. Damit ist er gemessen an der Einwohnerzahl der siebtgrößte, der Fläche nach der zehntgrößte Bundesstaat Indiens. Die Hauptstadt Tamil Nadus ist Chennai (Madras).
Die Hauptsprache Tamil Nadus ist das Tamil, nach dessen Sprachgrenzen der Bundesstaat 1956 gebildet wurde. Zunächst trug der Bundesstaat den Namen Madras, erst 1969 erhielt er seinen heutigen Namen Tamil Nadu, der als „tamilisches Land“ oder als „Land der tamilischen Sprache“ übersetzt werden kann. Tamil Nadu besitzt ein reiches eigenständiges Kulturerbe, das sich in der über 2000 Jahre zurückreichenden Literaturgeschichte des Tamil und der Architektur der großen Tempelanlagen des Bundesstaates äußert.

## Geografie

### Lage und Ausdehnung

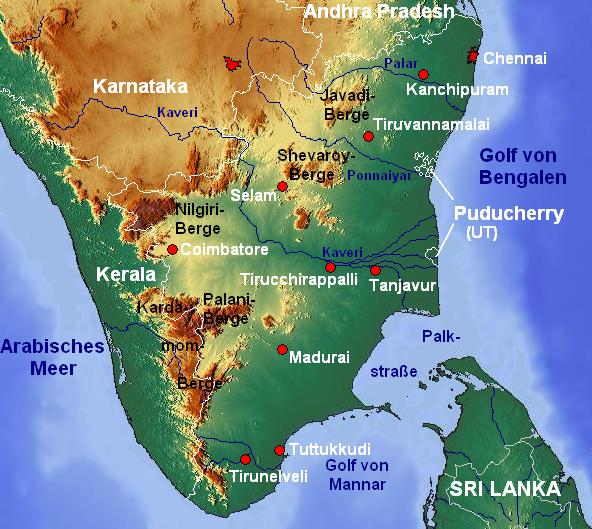
Topografische Karte Tamil Nadus

Tamil Nadu ist der südlichste Bundesstaat Indiens. Er nimmt den südlichen Zipfel der indischen Halbinsel ohne den Küstenstreifen im Westen ein. Mit einer Fläche von 130.058 Quadratkilometern ist Tamil Nadu Indiens zehntgrößter Bundesstaat und etwa so groß wie Griechenland. Nachbarbundesstaaten sind Kerala im Westen, Karnataka im Nordwesten und Andhra Pradesh im Norden. An der Ostküste schließt Tamil Nadu die beiden zum Unionsterritorium Puducherry gehörigen Enklaven Puducherry (Pondicherry) und Karaikal ein. Im Osten und Süden grenzt der Bundesstaat an den Indischen Ozean, beziehungsweise dessen Nebenmeere, den Golf von Bengalen im Osten und den Golf von Mannar im Südosten. Die Palkstraße trennt Tamil Nadu vom südöstlich gelegenen Inselstaat Sri Lanka. Die Küste ist 1076 Kilometer lang. Tamil Nadus südlichster Punkt, das Kap Komorin, ist zugleich der südlichste Punkt des indischen Festlandes.

### Landschaftsgliederung

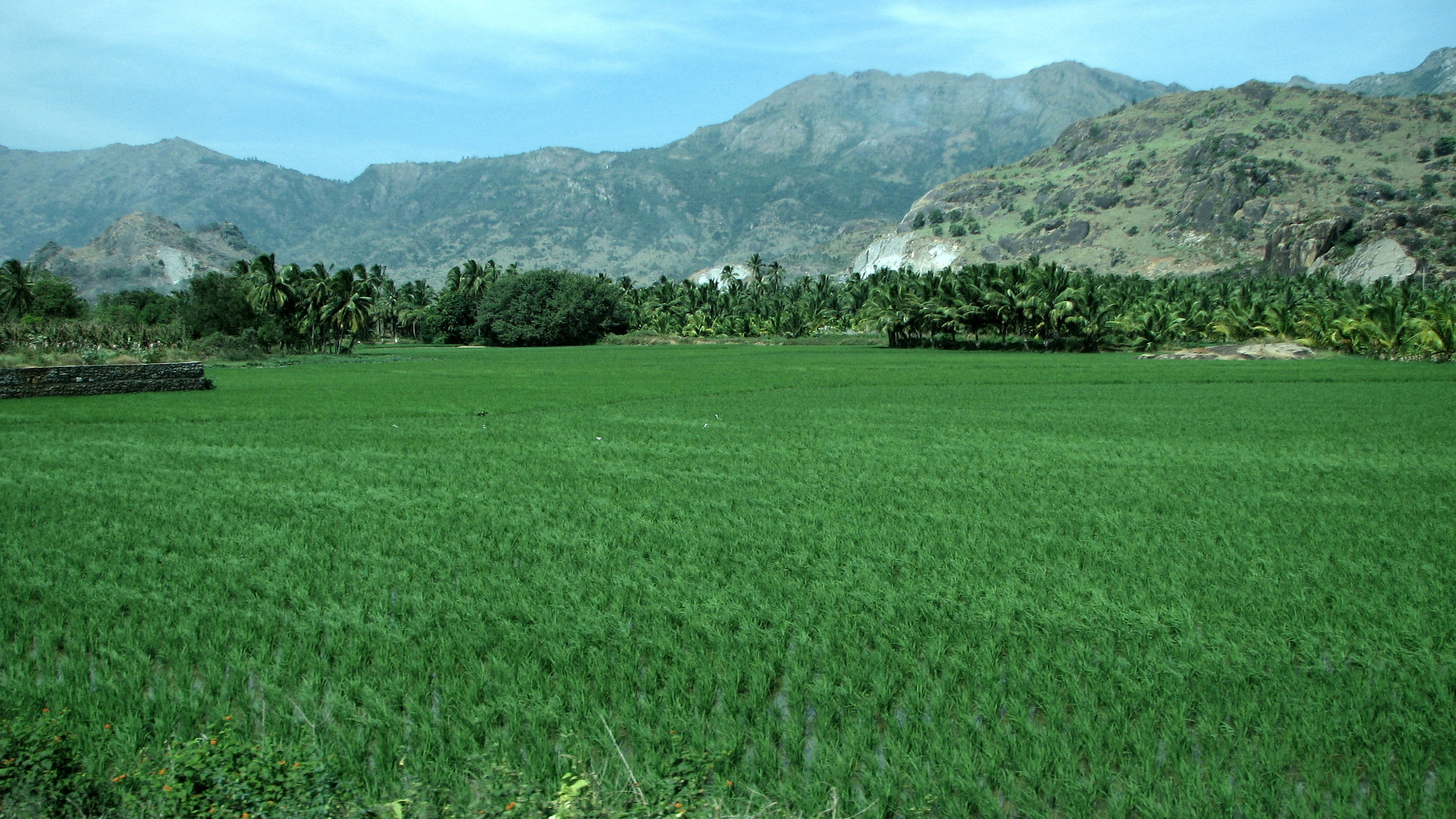
Schroffe Berge und fruchtbare Ebenen kennzeichnen das Landschaftsbild Tamil Nadus (Landschaft im Distrikt Kanyakumari)

Tamil Nadu lässt sich grob in zwei Naturräume einteilen. Im Westen und Nordwesten bestimmen Berg- und Hügelländer das Landschaftsbild. Entlang der Westgrenze mit Kerala erheben sich die Kardamomberge, ein südlicher Ausläufer der Westghats. Sie fallen besonders im äußersten Süden schroff ab. Ein weiterer Ausläufer, die Palani-Berge, ragt in die östlich vorgelagerte Tiefebene hinein. Auch die durch das Palghat-Tal und das Coimbatore-Plateau abgetrennten Nilgiriberge im äußersten Nordwesten sind eine Nebenkette der Westghats. Der höchste Gipfel der zerklüfteten Nilgiriberge, der 2636 Meter hohe Doddabetta, ist zugleich die höchste Erhebung Tamil Nadus. Im Norden gehen die Nilgiriberge in die Javadi- und die höheren, bis auf 1500 Meter reichenden Shevaroy-Berge, beide Nebenketten der Ostghats, über.
Östlich des Berglandes erstreckt sich eine breite Ebene, die von mehreren Strömen durchflossen wird. Im Süden teilen die Palani-Berge das Tiefland in die Ebene von Madurai und die in West-Ost-Richtung verlaufende Kaveriebene im mittleren Teil Tamil Nadus. Der Küstenstreifen nördlich des Mündungsdeltas des Kaveri heißt Koromandelküste. Das Hinterland der Koromandelküste wird durch die Ebene von Arcot geprägt.

### Gewässer

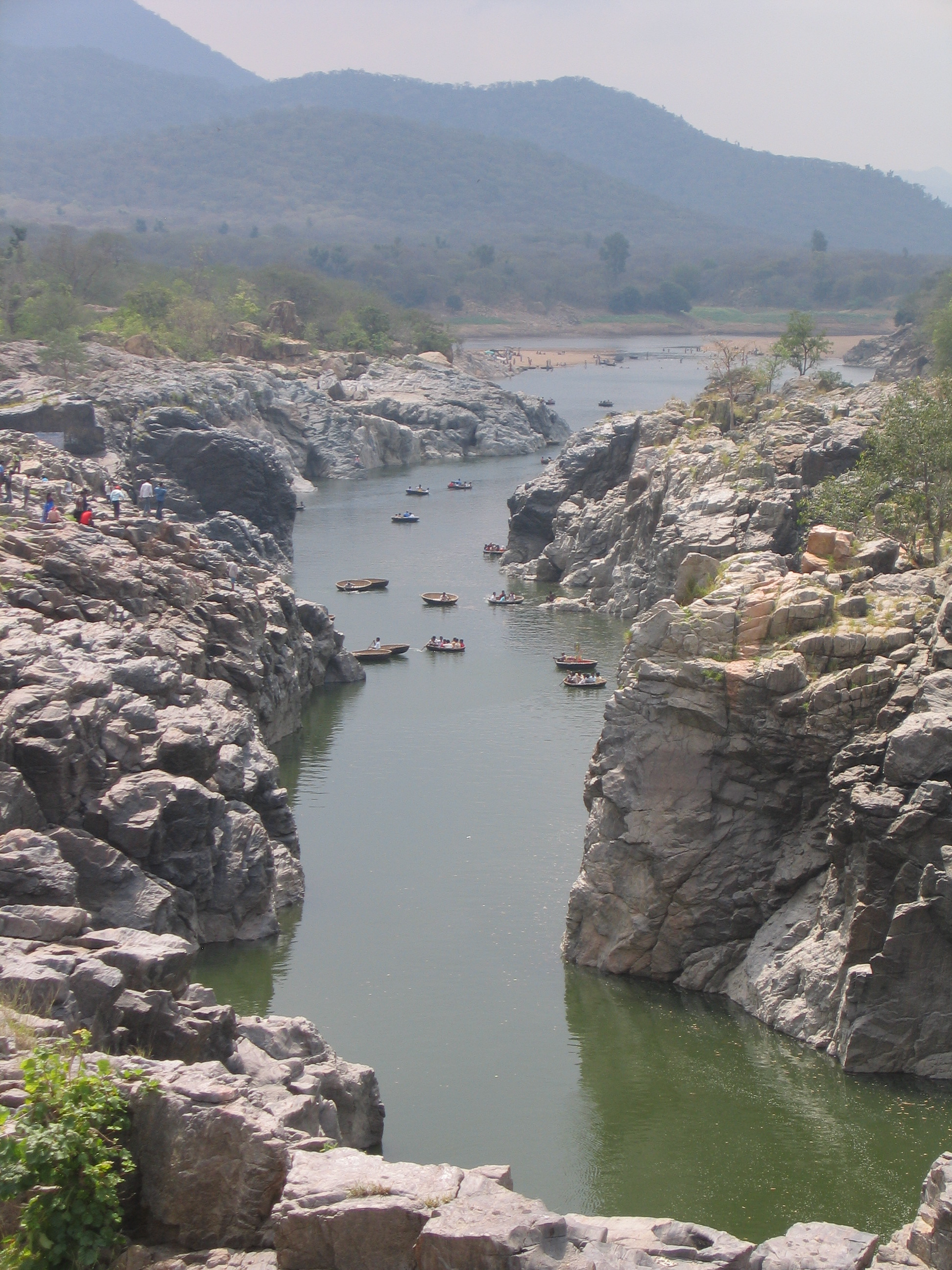
Oberlauf des Kaveri kurz nach den Hogenakal-Fällen an der Grenze zu Karnataka

Die Küstenebene Tamil Nadus wird von den Strömen Palar, Ponnaiyar, Kaveri, Vaigai und Thamirabarani durchflossen, die allesamt in den niederschlagsreichen Ost- oder Westghats entspringen und daher ganzjährig Wasser führen. Daneben gibt es eine Vielzahl kleinerer, zum Teil aber nur periodischer Flüsse. Der 760 Kilometer lange Kaveri ist der größte und wichtigste Fluss. Er durchquert von Karnataka kommend und in südlicher Richtung fließend die Ostghats, um südlich von Erode nach Osten abzubiegen. Rund 200 Kilometer vor der Mündung in den Golf von Bengalen fächert er sich zu einem großen Delta mit unzähligen Nebenarmen.
Tamil Nadu ist arm an natürlichen größeren Seen. Zu Energiegewinnungs- und Bewässerungszwecken sind an wasserreichen Flüssen allerdings mehrere große Stauseen angelegt worden. Der größte von ihnen ist der Stanley-Stausee am Kaveri bei Mettur im Distrikt Erode, wird außerdem als Fischgrund genutzt, der im Durchschnitt 93 Quadratkilometer, während der Regenzeit 153 Quadratkilometer umfasst. Es gibt zehn weitere große Stauseen mit einer maximalen Fläche von mehr als 10 Quadratkilometern. In vielen Trockengebieten bestehen so genannte tanks, künstlich angelegte Wassersammelbecken, die als Trinkwasservorräte oder für den Bewässerungsfeldbau genutzt werden. Insgesamt gibt es knapp 39.000 solcher tanks in Tamil Nadu.

### Klima

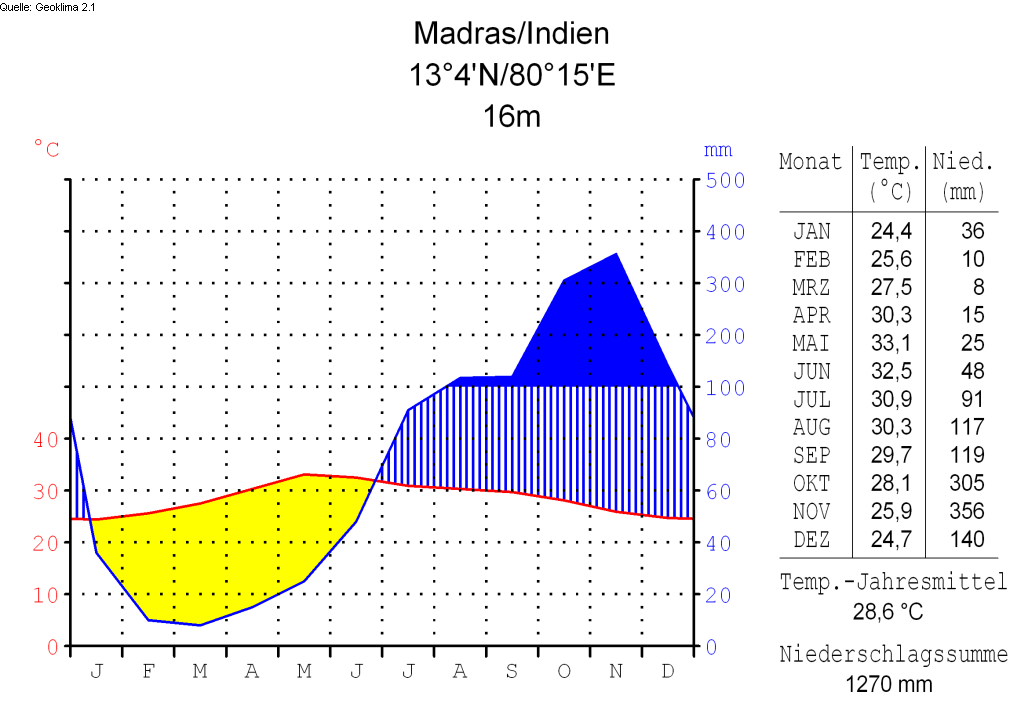
Klimadiagramm Chennai

Das Klima Tamil Nadus ist tropisch. Die Temperatur schwankt im Jahresverlauf nur geringfügig und liegt im Jahresdurchschnitt um 29 Grad Celsius im Tiefland, wo das Thermometer selten unter 20 Grad fällt, in den heißesten Monaten der Trockenzeit aber auf über 40 Grad klettern kann. In den Höhenlagen erreichen die Temperaturen 13 bis 24 Grad im Sommer und 3 bis 20 Grad im Winter.
Die Niederschlagsverhältnisse werden maßgeblich vom Monsun beeinflusst. Im Gegensatz zum größten Teil Indiens ist die Hauptniederschlagszeit in Tamil Nadu der Wintermonsun zwischen September und Dezember. Während dieser Zeit nehmen die nordöstlichen Winde über dem Golf von Bengalen Feuchtigkeit auf und bringen ergiebigen Monsunregen mit sich. Auch während des Sommermonsuns von Juli bis September kommt es zu Regenfällen, doch bleibt die Niederschlagsmenge geringer, weil Tamil Nadu durch die Westghats vor den südwestlichen Winden abgeschirmt wird. Im Bergland sowie im äußersten Süden kommt es auch während dieser Zeit zu ergiebigen Regenfällen. Während der Trockenzeit zwischen Januar und Juni regnet es kaum.
Für die Ebenen sind jährliche Regenmengen von 900 bis 1200 mm normal. Die niedrigsten Jahresniederschlagsmengen werden mit 700 bis 850 mm in der im Regenschatten der Westghats gelegenen Tiefebene von Madurai sowie um Coimbatore verzeichnet. Allgemein ist das Klima Tamil Nadus trockener als das des westlichen Nachbarbundesstaates Kerala, da die Westghats, wo bis zu 4000 mm Jahresniederschlag fallen, als Wetterscheide wirken. Die Luftfeuchtigkeit ist jedoch ganzjährig hoch.

### Vegetation

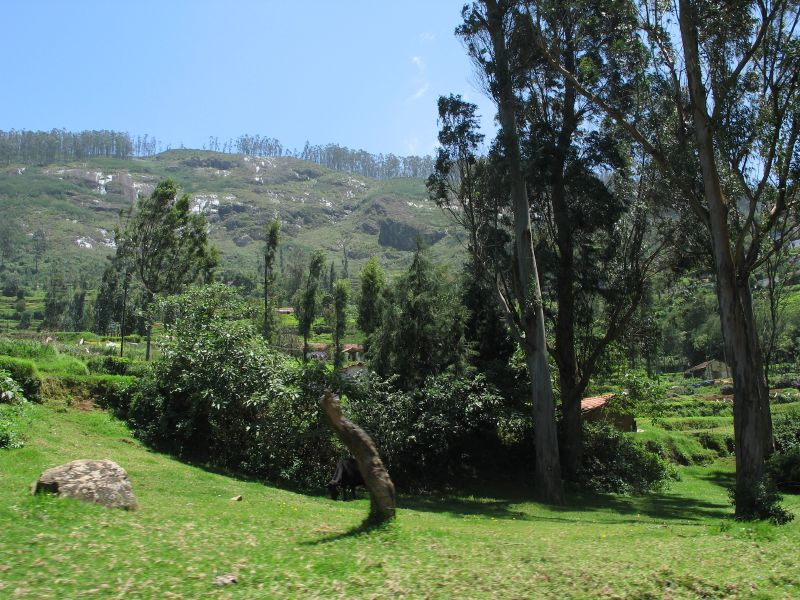
In den Nilgiri-Bergen

Rund 18 Prozent der Fläche Tamil Nadus sind bewaldet. Aufgrund der hohen Bevölkerungsdichte in den Tiefländern finden sich größere, zusammenhängende Waldgebiete jedoch fast nur noch im Bergland. In den Lagen über 1500 Meter der Nilgiri-, Palani- und Kardamomberge erstrecken sich immergrüne tropische Regenlaubwälder mit der für solche Wälder typischen Stufengliederung. Die oberste Stufe kennzeichnen hohe, schlanke Bäume, die teils mehr als 40 Meter hoch aufragen. Darunter gedeihen niedrigere Bäume, am Boden schließlich Sträucher und krautige Pflanzen. In den niedrigeren Lagen herrschen Mischlandschaften aus Grasland und – je nach Niederschlagsmenge – immergrünem oder laubabwerfendem Feuchtwald vor. Für die Übergänge in die Tiefebenen sind laubabwerfende Trockenwälder kennzeichnend.
Im Tiefland dominieren savannenartige Grasländer, die größtenteils in Acker- und Kulturland umgewandelt wurden. Reste der ursprünglichen Trockenwaldvegetation finden sich nur vereinzelt an Flussläufen und in unebenem Gelände. Immergrüne Trockenwälder waren einst die kennzeichnende Vegetationsform für einen schmalen Streifen entlang der Koromandelküste. Heute sind sie bis auf verstreute Haine, die weniger als ein Prozent der ursprünglichen Waldfläche ausmachen, zerstört oder zumindest stark degradiert. In den Lagunen im Mündungsdelta des Kaveri, am Golf von Mannar sowie zwischen Ennur und Pulicat nördlich von Chennai gibt es noch Mangroven, die jedoch durch Eingriffe des Menschen immer weiter zurückgedrängt und in ihrer Artenvielfalt eingeschränkt werden.

### Tierwelt

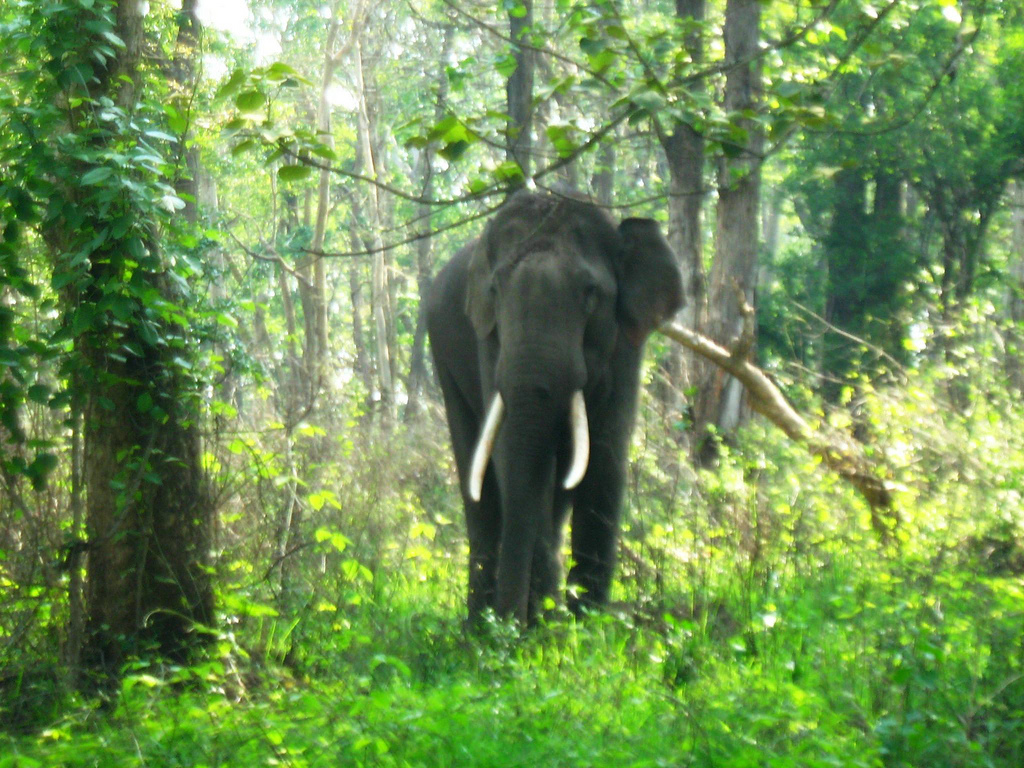
Asiatischer Elefant im Mudumalai-Nationalpark

Tamil Nadu verfügt über eine reiche Tierwelt, die allerdings durch die starke Zersiedelung und die damit verbundene Zerstörung natürlicher Lebensräume bedroht ist. Die teils noch dicht bewaldeten Bergregionen im Westen und Norden sind Rückzugsgebiete für Asiatische Elefanten und Großkatzen wie Königstiger und Leoparden. Andere Säugetiere umfassen unter anderem Hirsche (z. B. Sambar, Axishirsch, Muntjak), Gaure, Wildschweine, Streifenhyänen, Goldschakale, Rothunde, Lippenbären, Schuppentiere, Languren, Hutaffen sowie zahlreiche Nagetier- und Fledermausarten. Insgesamt kommen mehr als 100 verschiedene Säugetierarten in Tamil Nadu vor. Mit rund 280 erfassten Spezies weitaus artenreicher sind Vögel, darunter Drongos, Bülbüls, Tauben, Pirole, Pfauen. An der Küste und in Feuchtgebieten findet man unzählige Wasservögel, beispielsweise Flamingos. Verbreitet sind auch Kriechtiere mit über 140 Arten, unter denen Schlangen und kleinere Echsen vorherrschen. Zwei Krokodilarten kommen vor: das Süßwasser bewohnende Sumpfkrokodil sowie das seltenere, an der Küste beheimatete Leistenkrokodil.
Auch die Küstengewässer Tamil Nadus weisen eine große Vielfalt an Meeresbewohnern auf. Die Korallenriffe im Golf von Mannar zählen zu den artenreichsten unterseeischen Lebensräumen im Indischen Ozean. Zum Schutz dieser einzigartigen, durch kommerziellen Fischfang, Verschmutzung, Aquakulturen und Perlentaucher jedoch bedrohten Meereslandschaft wurde 1980 der Gulf of Mannar Marine National Park als erster Unterwassernationalpark Indiens eingerichtet.

### Städte

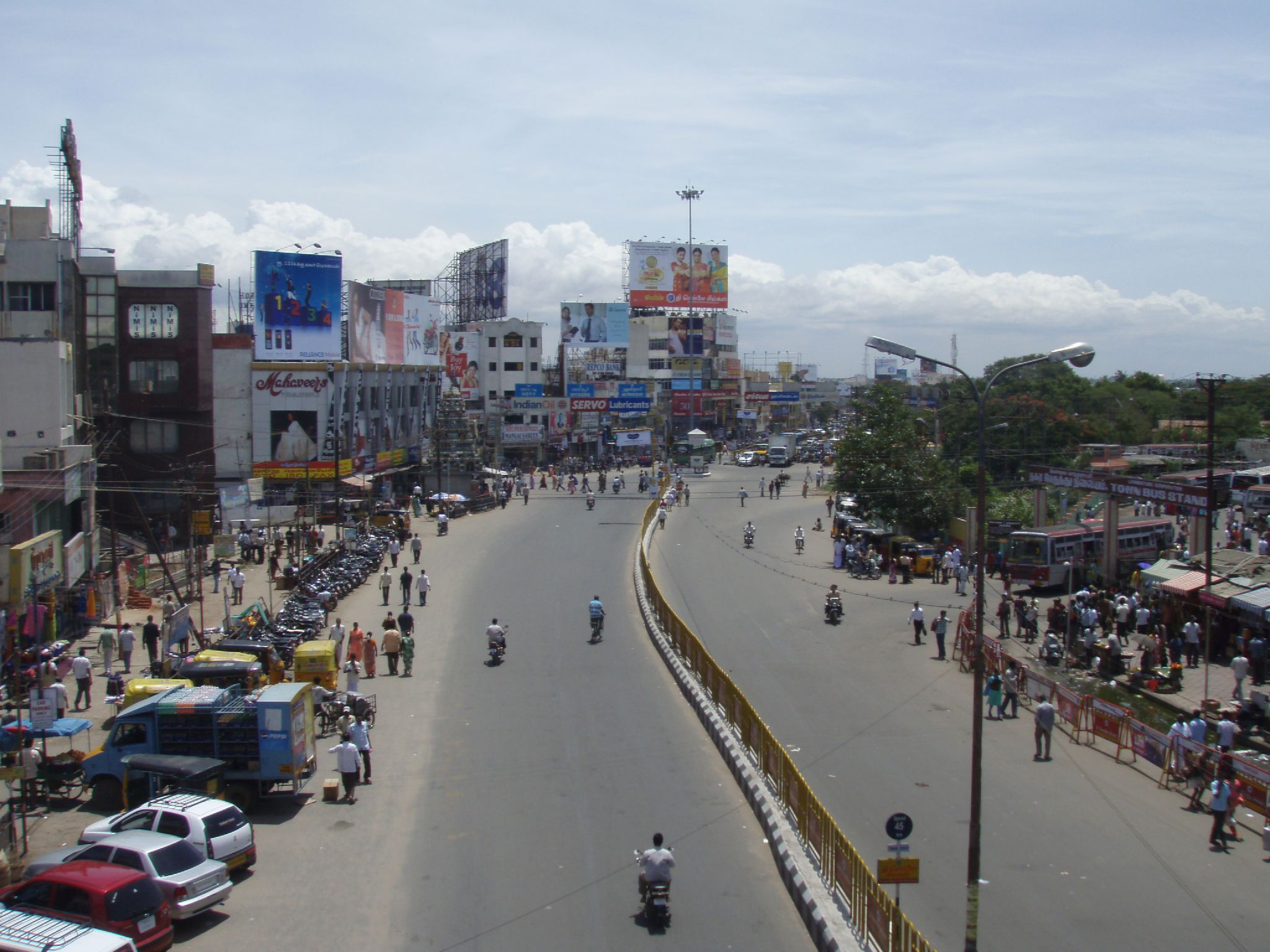
Coimbatore ist die zweitgrößte Stadt Tamil Nadus.

Die mit Abstand größte Stadt Tamil Nadus ist die Hauptstadt Chennai (Madras). An der Küste im äußersten Nordosten des Bundesstaates gelegen, hat Chennai 4,7 Millionen Einwohner in der eigentlichen Stadt und 8,7 Millionen in der Agglomeration. Damit ist Chennai die sechstgrößte Stadt Indiens und Zentrum des viertgrößten Ballungsraums des Landes. Außer Chennai überschreiten noch die Industriestadt Coimbatore im Westen Tamil Nadus und das im Süden gelegene Madurai, das auf eine reiche über zweitausendjährige Geschichte zurückblicken kann, die Eine-Million-Einwohner-Marke. Weitere wichtige Städte sind Tiruchirappalli (Trichy) im Zentrum des Bundesstaates und Salem im nördlichen Binnenland.
Die größten Städte Tamil Nadus nach der Volkszählung 2011 sind:
|   | Stadt           | Einwohner |    | Stadt        | Einwohner |
| - | --------------- | --------- | -- | ------------ | --------- |
| 1 | Chennai         | 4.681.087 | 8  | Tiruppur     | 444.543   |
| 2 | Coimbatore      | 1.061.447 | 9  | Avadi        | 344.701   |
| 3 | Madurai         | 1.016.885 | 10 | Tiruvottiyur | 248.059   |
| 4 | Tiruchirappalli | 846.915   | 11 | Thoothukudi  | 237.374   |
| 5 | Salem           | 831.038   | 12 | Nagercoil    | 224.329   |
| 6 | Ambattur        | 478.134   | 13 | Thanjavur    | 222.619   |
| 7 | Tirunelveli     | 474.838   | 14 | Pallavaram   | 216.308   |

## Bevölkerung

### Demografie

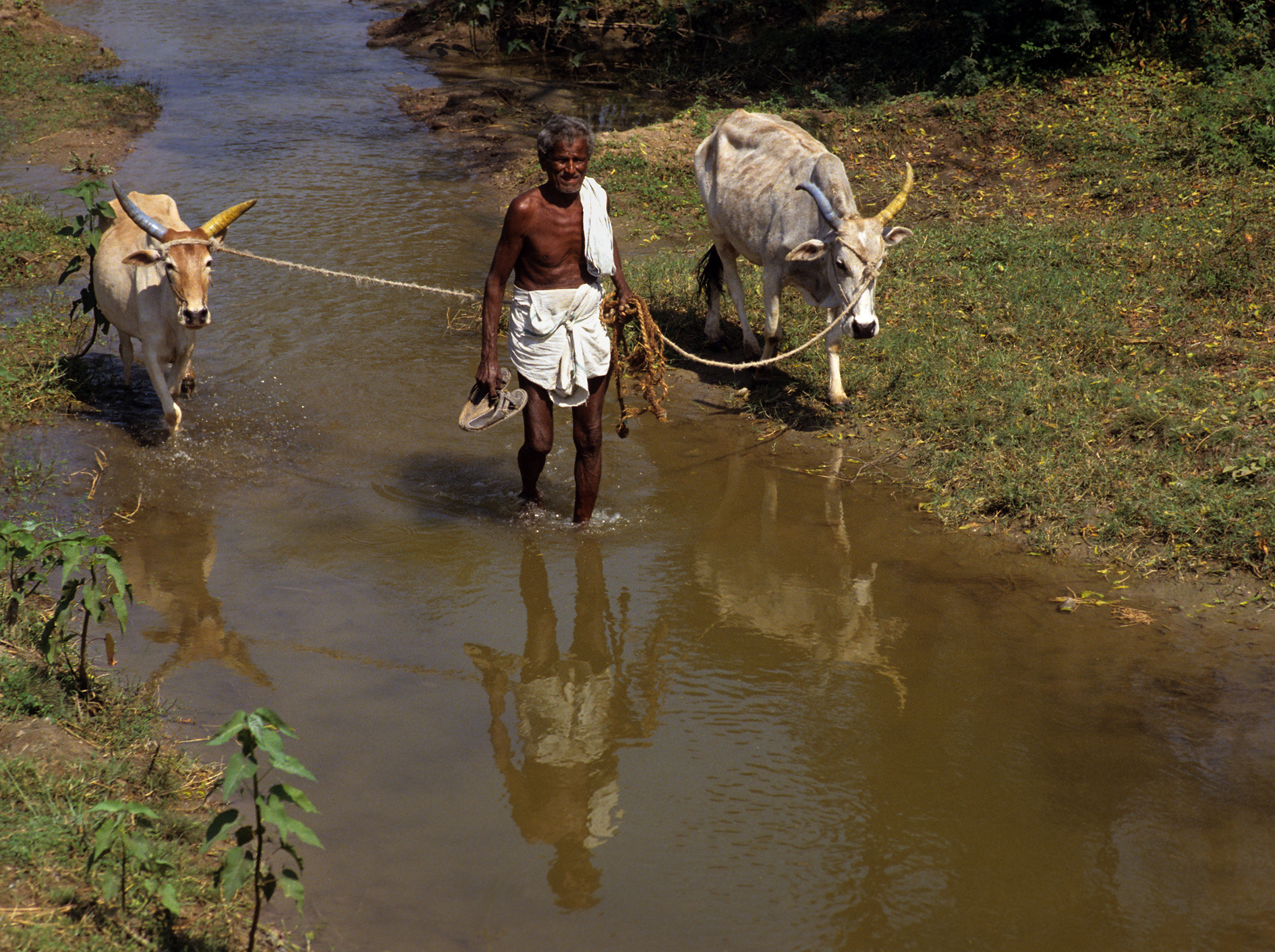
Bauer mit Ochsen in Tamil Nadu

Laut der indischen Volkszählung 2011 beträgt die Einwohnerzahl Tamil Nadus 72.138.958. Damit ist Tamil Nadu gemessen an der Einwohnerzahl Indiens sechstgrößter Bundesstaat. Die Bevölkerungsdichte liegt mit 555 Einwohnern pro Quadratkilometer über dem gesamtindischen Durchschnitt (382 Einwohner pro Quadratkilometer). 48,5 Prozent der Einwohner leben in Städten. Damit weist der Staat eine der höchsten Verstädterungsraten Indiens auf.
Die Bevölkerung Tamil Nadus wächst etwas langsamer als in anderen Landesteilen Indiens. Von 2001 bis 2011 verzeichnete Tamil Nadu ein Bevölkerungswachstum von 15,6 Prozent, während der Landesdurchschnitt 17,6 Prozent beträgt.
Die Bevölkerung wird vorwiegend von Tamilen gebildet. Vor allem im Großraum Chennai leben viele Zuwanderer aus anderen indischen Bundesstaaten. Etwa ein Prozent der Bevölkerung gehört den Adivasi an, der indigenen Stammesbevölkerung, die vor allem im Norden Tamil Nadus und in den Nilgiribergen lebt.
Im Zeitraum von 2010 bis 2014 betrug die durchschnittliche Lebenserwartung 70,6 Jahre (der indische Durchschnitt betrug 67,9 Jahre). Die Fertilitätsrate betrug 1,67 Kinder pro Frau (Stand: 2016) während der indische Durchschnitt im selben Jahr bei 2,23 Kinder lag.

### Bevölkerungsentwicklung
Zensusbevölkerung von Tamil Nadu seit der ersten Volkszählung im Jahr 1951.
| Zensusjahr | Einwohnerzahl |
| ---------- | ------------- |
| 1951       | 30.119.680    |
| 1961       | 33.687.100    |
| 1971       | 41.199.170    |
| 1981       | 48.408.080    |
| 1991       | 55.859.300    |
| 2001       | 62.111.390    |
| 2011       | 72.138.958    |

### Sprachen

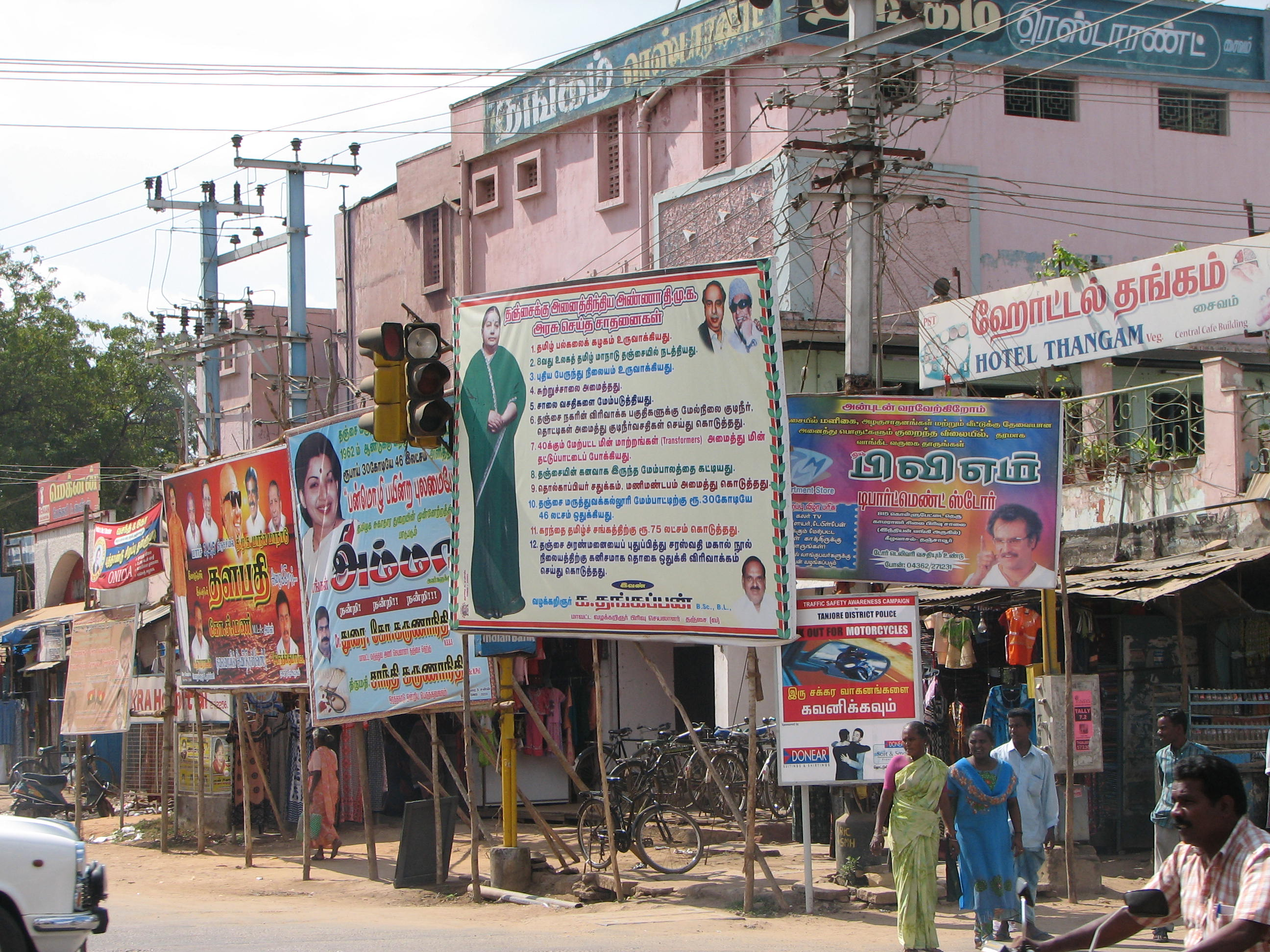
Straßenszene mit Postern in tamilischer Sprache in Thanjavur

Die Hauptsprache Tamil Nadus und alleinige Amtssprache des Bundesstaates ist das von knapp 90 Prozent der Bevölkerung gesprochene Tamil, nach dessen Sprachgrenzen der Bundesstaat 1956 gebildet wurde. Das Tamil gehört zur dravidischen Sprachfamilie und kann auf eine mindestens 2000-jährige Literaturgeschichte zurückblicken. Die größte der Minderheitensprachen ist das Telugu, dessen Sprecher knapp 6 Prozent der Gesamtbevölkerung Tamil Nadus ausmachen. Es wird an vielen Orten von alteingesessenen telugusprachigen Gemeinschaften, daneben von Teilen der Bevölkerung in der Grenzregion zum Nachbarbundesstaat Andhra Pradesh gesprochen. Auch in den Grenzgebieten zu Karnataka und Kerala sind teilweise Kannada und Malayalam, die Sprachen der jeweiligen Bundesstaaten, verbreitet. Ein Teil der muslimischen Minderheit vor allem im Norden Tamil Nadus spricht Urdu, die meisten Muslime sind aber tamilsprachig. In verschiedenen Städten Tamil Nadus (u. a. Madurai) leben Sprecher des Saurashtri, einer eng mit dem in Nordwestindien gesprochenen Gujarati verwandten Sprache. In den offiziellen Statistiken werden die rund 240.000 Saurashtri-Sprecher unter der Zahl der Gujarati-Sprecher subsumiert. Von der Stammesbevölkerung in den Bergregionen des Nordwestens und Nordens werden verschiedene kleinere Minderheitensprachen gesprochen, vor allem Irula, Badaga und Kurumba. Kota und Toda haben jeweils nur wenige tausend Sprecher in den Nilgiribergen, wo die größte Sprachenvielfalt herrscht. Englisch hat, wie auch in anderen Regionen Indiens, einen besonderen Status als Bildungs- und Wirtschaftssprache.
| Sprache   | Sprecher   | Anteil |
| --------- | ---------- | ------ |
| Tamil     | 63.753.997 | 88,4 % |
| Telugu    | 4.234.302  | 5,9 %  |
| Kannada   | 1.286.175  | 1,8 %  |
| Urdu      | 1.264.537  | 1,8 %  |
| Malayalam | 726.096    | 1,0 %  |
| Sonstige  | 881.923    | 1,2 %  |
| Summe     | 72.147.030 | 100 %  |

### Religionen

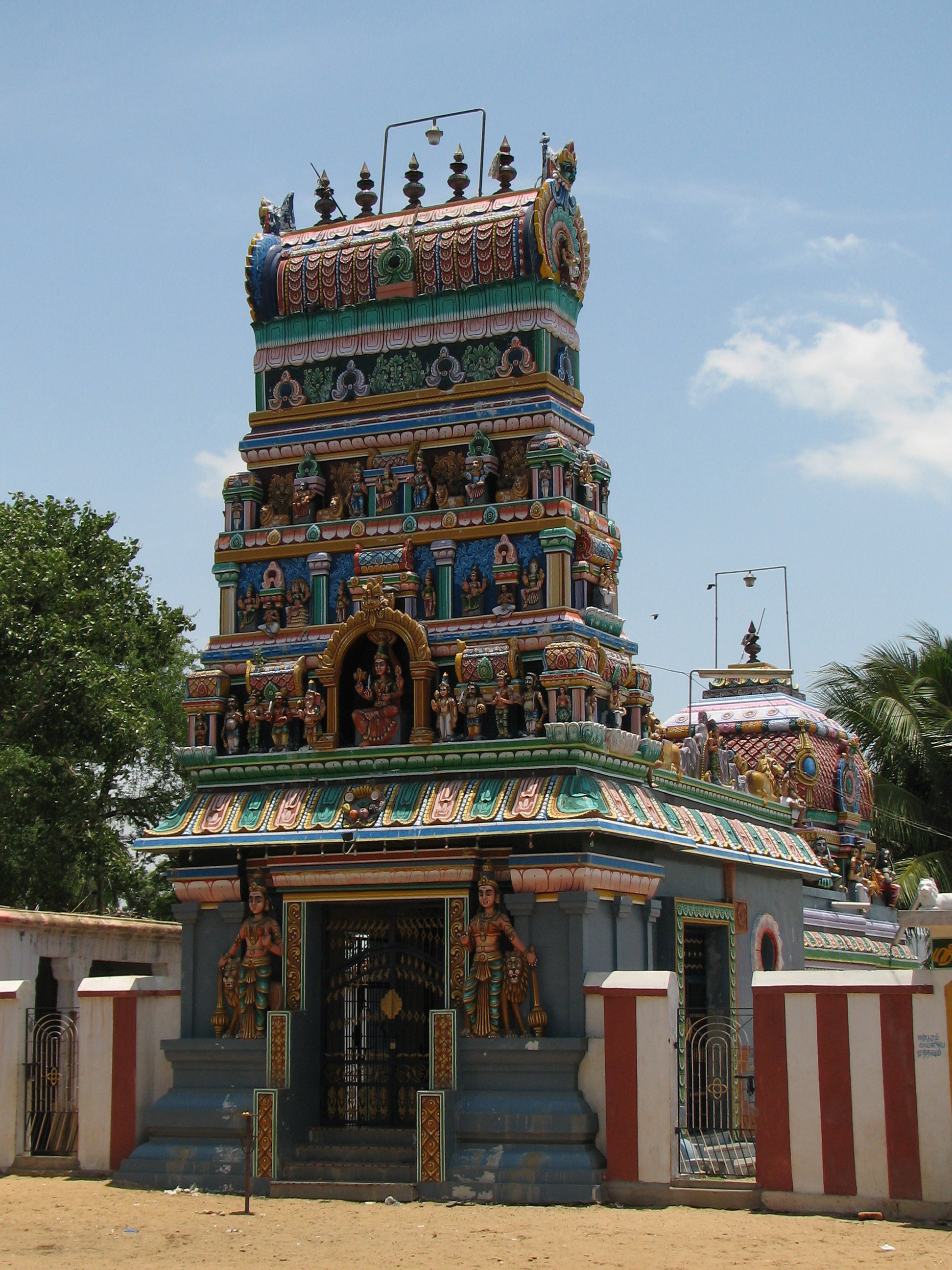
Typischer hinduistischer Dorfschrein nahe Pulicat

Hindus stellen mit 88 Prozent (Volkszählung 2011) die deutliche Mehrheit der Bevölkerung Tamil Nadus. Der hinduistische Bevölkerungsanteil in Tamil Nadu liegt damit über dem Landesdurchschnitt (80 Prozent). Der Shivaismus ist die am weitesten verbreitete hinduistische Glaubensströmung. Der Hinduismus in Tamil Nadu weist einige regionale Charakteristika auf, so gehört der Gott Murugan (Skanda), der in Nordindien praktisch keine Rolle spielt, unter den Tamilen zu den populärsten Gottheiten.
Auf die verschiedenen christlichen Konfessionen entfallen 6 Prozent. In absoluten Zahlen beherbergt Tamil Nadu mit 4,4 Millionen Christen nach Kerala die zweitgrößte christliche Population aller indischen Bundesstaaten. Das Christentum soll bereits von Apostel Thomas, der angeblich um 70 n. Chr. auf dem St. Thomas Mount bei Chennai starb, nach Südindien gebracht worden sein. Die größte christliche Konfession in Tamil Nadu ist die römisch-katholische Kirche, gefolgt von der anglikanischen Church of South India. Einen besonders hohen Bevölkerungsanteil stellen die Christen im südlichsten Distrikt Kanyakumari. Am Küstensaum lebt die katholische Kaste der Mukkuvar, die Fischfang betreiben. Mit der Marienbasilika von Velankanni befindet sich der wichtigste christliche Wallfahrtsort Indiens in Tamil Nadu.
Der Islam fand in Tamil Nadu nie eine so große Verbreitung wie in weiten Teilen Nordindiens. Heute sind knapp 6 Prozent der Einwohner des Bundesstaates Muslime, zum größten Teil Sunniten. Der Islam wurde schon im 9. Jahrhundert durch arabische Händler ins Land gebracht und entwickelte daher eine Ausprägung, die sich teilweise deutlich vom nordindischen Islam unterscheidet. So ist neben der unter den indischen Muslimen vorherrschenden hanafitischen Rechtsschule auch die schafiitische verbreitet. Eines der wichtigsten Zentren islamischer Gelehrsamkeit in Tamil Nadu ist der Ort Kilakkarai ungefähr 15 Kilometer südlich von Ramanathapuram. Hier bestehen zwei islamische Hochschulen, die im frühen 19. Jahrhundert gegründete Jāmiʿa ʿArūsīya und die 1995 gegründete Jāmiʿa Sayyid Hamīda.
| Religion    | Angehörige | Anteil |
| ----------- | ---------- | ------ |
| Hinduismus  | 63.188.168 | 87,6 % |
| Christentum | 4.418.331  | 6,1 %  |
| Islam       | 4.229.479  | 5,9 %  |
| Sonstige    | 311.052    | 0,4 %  |
| Summe       | 72.147.030 | 100 %  |

## Geschichte

### Frühgeschichte

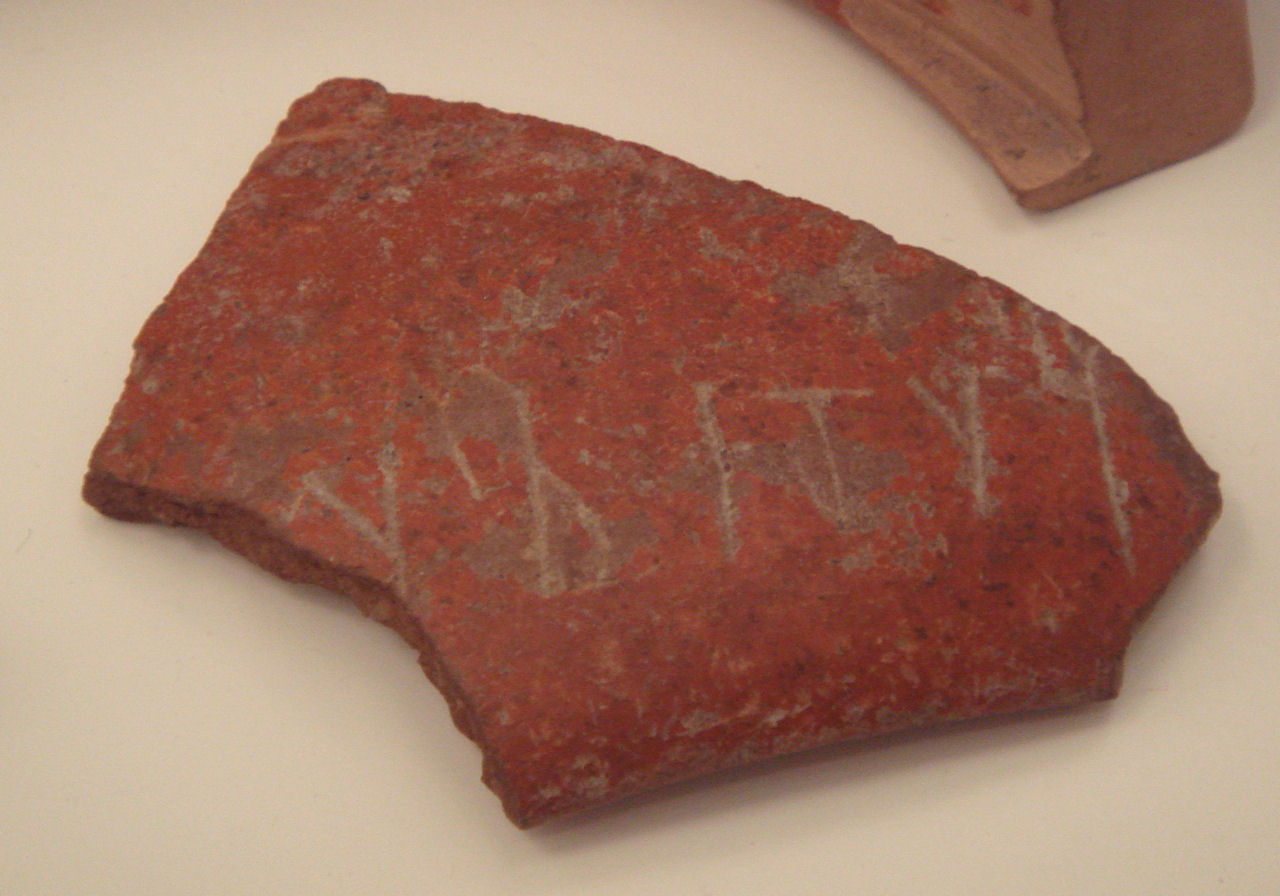
In Arikamedu ausgegrabene römische Keramik (1. Jahrhundert, Musée Guimet)

Die Gegend des heutigen Tamil Nadu wurde vermutlich vor rund 300.000 Jahren erstmals besiedelt. Archäologische Funde bestätigen, dass schon um 1200 v. Chr. eine hoch entwickelte Gesellschaft existierte. Die brahmanische Kultur Nordindiens breitete sich schon in vorchristlicher Zeit auch in den Süden des Subkontinents und damit ins heutige Tamil Nadu aus. Dessen frühgeschichtliche Entwicklung konzentrierte sich vor allem auf die Küstenebene. Aufschluss über diese Epoche geben neben der Archäologie die alttamilische Sangam-Literatur, verschiedene lokale und nordindische Inschriften, ceylonesische Chroniken sowie Berichte griechischer und römischer Gelehrter. Enge Handelsbeziehungen mit dem Römischen Reich bestanden bereits zur Zeit des Kaisers Augustus, wie zahlreiche Münzfunde sowie die Existenz einer römischen Handelsniederlassung in Arikamedu südlich von Puducherry beweisen. Mit zunehmendem Niedergang Roms im 3. und 4. nachchristlichen Jahrhundert nahm Südostasien dessen Bedeutung als Handelspartner ein. Von der tamilischen Koromandelküste aus wurden im Mittelalter große Teile Südostasiens kolonialisiert.
Drei Dynastien prägten Tamil Nadu im Altertum. Die Chola hatten ihr Kerngebiet im Kaveridelta, die Chera herrschten über die westlichen Teile des heutigen Tamil Nadu und die Malabarküste, während der Süden unter der Herrschaft der Pandya stand. Vom Reichtum letzterer berichtete der griechische Historiker Megasthenes, der um 300 v. Chr. am Hofe des nordindischen Maurya-Herrschers Chandragupta weilte. Auch in der alttamilischen Sangam-Dichtung finden die Pandya Erwähnung. Der früheste überlieferte Herrschername ist hingegen der des legendären Chola-Königs Karikala (um 190 n. Chr.), der die vereinten Heere der Pandya und der Chera besiegte sowie die Ufer des Kaveri befestigen ließ. Die im 4. Jahrhundert vom Dekkan her eindringenden Kalabhra beendeten die Herrschaft der Chola und Pandya abrupt. Über ihre eigene Herrschaft ist allerdings nur wenig bekannt.

### Pallava (6. bis 9. Jahrhundert)

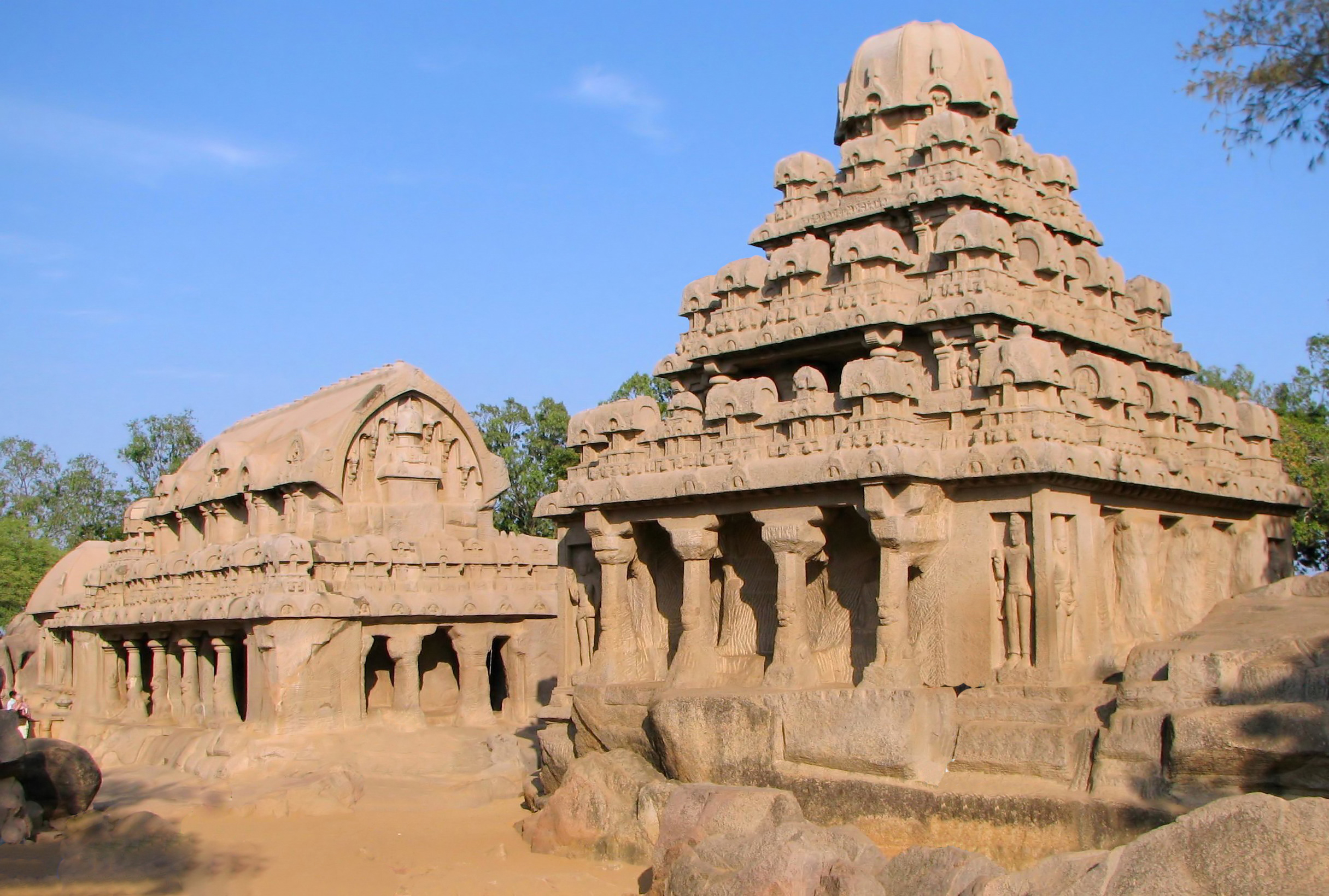
Die Felsentempel von Mamallapuram stammen aus der Pallava-Zeit

Am Ende des 6. Jahrhunderts besiegten die aus Andhra kommenden Pallava, vermutlich frühere Vasallen der Shatavahana, die Kalabhra und stiegen zur beherrschenden Macht in Tamil Nadu auf. Zu ihrer Hauptstadt machten sie Kanchipuram. Die größte Bedrohung für die Pallava stellten die Chalukya dar, die seit dem frühen 7. Jahrhundert einen erbitterten Kampf um die Vormachtstellung im Süden Indiens führten. Nachdem Mahendra Varman I. (reg. etwa 610 bis 630) die drohende Einnahme Kanchipurams durch die Chalukya abwenden konnte, gelang seinem Sohn Narasimha Varman (reg. etwa 630 bis 668) im Jahre 642 die Eroberung der feindlichen Hauptstadt Badami. Der Erfolg blieb von kurzer Dauer, denn schon nach 670 sahen sich die Pallava erneut ihren wiedererstarkten Feinden gegenüber. Eingeleitet durch die Plünderung Kanchipurams im Jahr 740, begann im 8. Jahrhundert der Niedergang der Pallava-Dynastie, die noch bis ins späte 9. Jahrhundert herrschte.
Unter den Pallava war in Tamil Nadu erstmals ein starkes Regionalreich entstanden, das auch herausragende Beiträge zur kulturellen Entwicklung leistete. Die Pallava-Hauptstadt Kanchipuram wurde zu einem der bedeutendsten kulturellen Zentren Südindiens. Obwohl die Pallava dem Hinduismus anhingen, trat es auch als wichtige buddhistische Lehrstätte in Erscheinung. Die Universität von Kanchipuram wurde zur wichtigen Wirkungsstätte großer Tamil- und Sanskritgelehrter und zahlreicher bildender Künstler. Aus der Pallava-Epoche stammen auch die Felsentempel von Mamallapuram, Vorreiter der hinduistischen Tempelarchitektur Südindiens, aber auch Südostasiens.

### Chola und Pandya (9. bis 14. Jahrhundert)

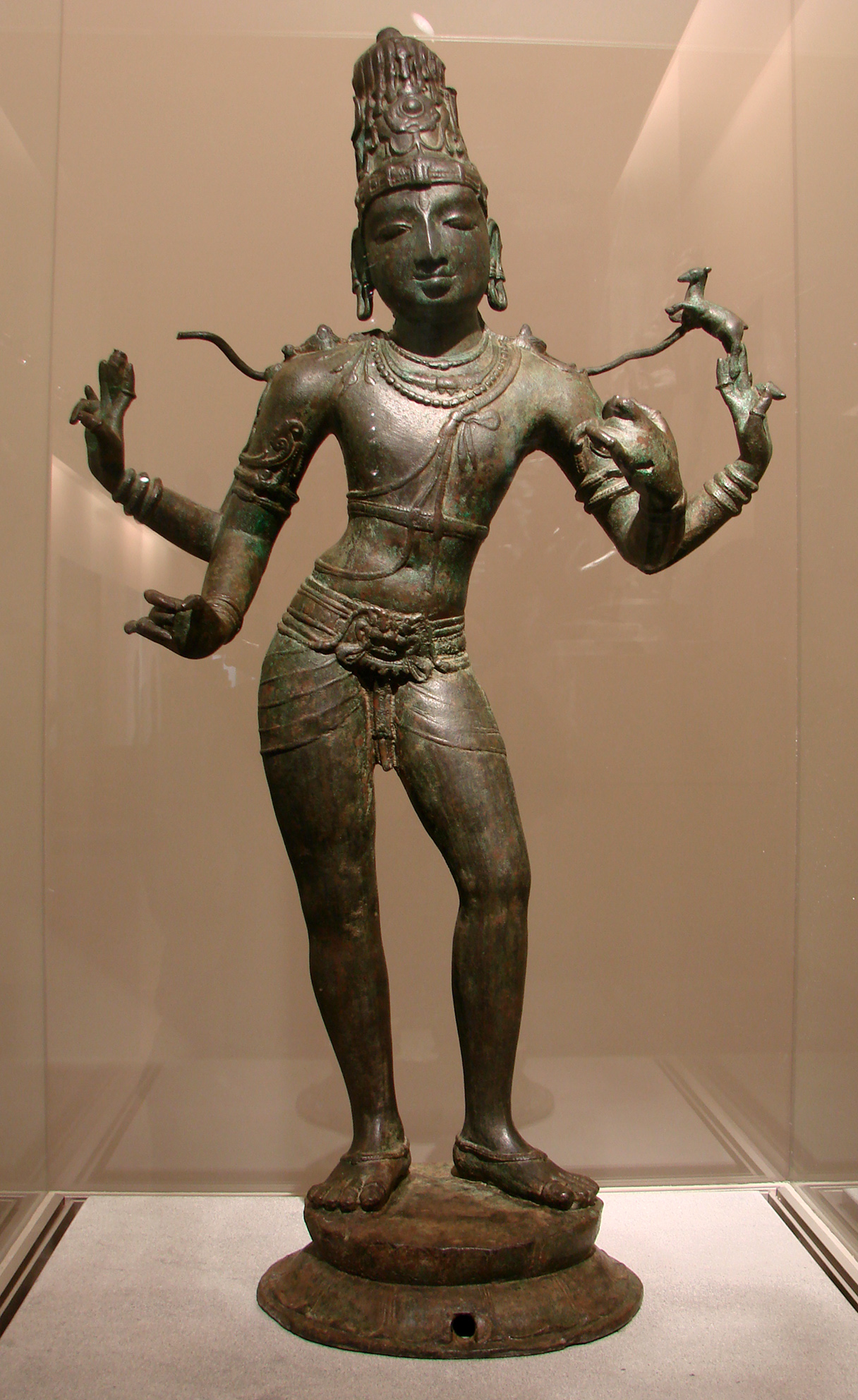
Unter der Chola-Dynastie florierten die Künste in Tamil Nadu (Bronzeskulptur Shivas, 11. Jhd., Musée Guimet)

Nachfolger der Pallava wurden die Chola, die bis Mitte des 9. Jahrhunderts als Vasallen gedient hatten. Um 850 erlangten sie ihre Unabhängigkeit zurück und machten Thanjavur im Kaveridelta zur Hauptstadt. König Aditya (reg. 871 bis 907) besiegte die Pallava um 897 endgültig. Nach dem Untergang des zentralindischen Rashtrakuta-Reiches schwangen sich die Chola im 11. Jahrhundert zur mächtigsten Dynastie Südindiens auf. Besonders hervorzuheben sind die Könige Rajaraja I. (reg. 985 bis 1014) und Rajendra I. (reg. 1014 bis 1044, als Mitregent schon ab 1012), welche nicht nur als Eroberer, sondern auch als Förderer der Künste und Wissenschaften großen Ruhm erlangten. Rajaraja I. besiegte die Chera an der Malabarküste und dehnte sein Reich auf den südlichen Dekkan, Ceylon und die Malediven aus. Sein Sohn Rajendra zog die Andhraküste hinauf bis nach Bengalen. Dort schlug er den Pala-Herrscher vernichtend, woraufhin er seine neue Hauptstadt Gangaikonda Cholapuram („Stadt des Chola, der die Ganga besiegte“) mit Gangeswasser segnen ließ. Außerdem etablierte er das Chola-Reich als Seemacht und drang über den Golf von Bengalen bis ins südostasiatische Srivijaya-Reich (Sumatra, Malaya, Java) vor. Kein anderes südindisches Herrscherhaus vor oder nach den Chola vermochte seine Macht auf ein derart weitläufiges Gebiet auszudehnen. Die Zeit der Chola-Könige Rajaraja I. und Rajendra I. gilt daher als Hochzeit Südindiens und somit auch Tamil Nadus.
1070 starb Rajendras Linie aus. Kulottunga, ein Prinz der östlichen Chalukya, bestieg nun den Thron des Reiches. Trotz einiger Gebietsverluste, darunter Ceylon, blieben die Chola bis zum Beginn des 13. Jahrhunderts hinein die dominierende Dynastie Südindiens. Gleichwohl gab es bereits in den Jahrzehnten nach dem Tod Kulothungas I. im Jahre 1120 Anzeichen eines schleichenden Niedergangs. Vor allem die Auseinandersetzung mit den südlichen Vasallen der Pandya kostete die Chola einen Teil ihrer Autorität und verhalf den Pandya zu größerer Selbstständigkeit. Nach dem Tod des Chola-Königs Kulothunga III. 1218 konnten die Pandya, mit Madurai als Machtzentrum, ihre volle Unabhängigkeit allmählich wiederherstellen. Jatavarman Sundara (reg. 1251 bis 1268) war schließlich stark genug, die Chola anzugreifen. Sein Nachfolger besiegte 1279 den letzten Chola-König Rajendra IV. Die Pandya übernahmen nun die beherrschende Stellung der Chola in Tamil Nadu und konnten ihr Reich erneut bis zum Godavari und auf den Norden Ceylons erweitern. Thronfolgestreitigkeiten im frühen 14. Jahrhundert schwächten das Pandya-Reich zusehends.

### Muslimische Herrschaft, Vijayanagar und Kleinstaaten (14. bis 18. Jahrhundert)
1311 überfielen muslimische Truppen aus dem nordindischen Sultanat von Delhi unter dem Kommando des Generals Malik Kafur die Pandya-Hauptstadt Madurai, eroberten und plünderten sie. Erstmals stand Tamil Nadu unter muslimischer Herrschaft. Das 1334 aus einer Provinz des Delhi-Sultanats hervorgegangene Sultanat von Madurai, der südlichste muslimische Staat auf indischem Boden, war jedoch nur kurzlebig. Schon 1370 fiel der Sultan im Kampf gegen das hinduistische Vijayanagar-Reich.

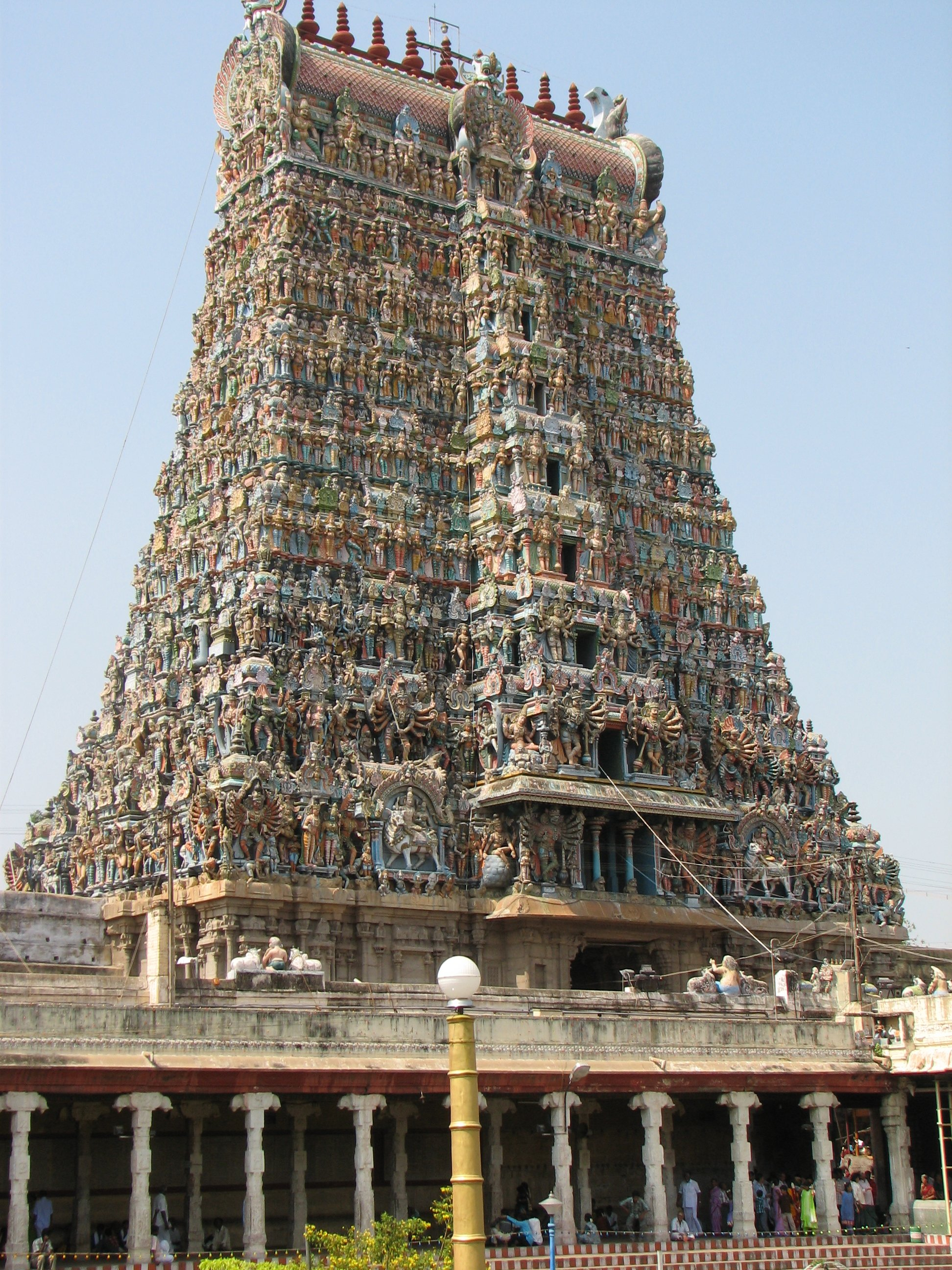
Der Minakshi-Tempel in Madurai: Höhepunkt der Nayak-Baukunst

Das Kernland Vijayanagars lag im Süden des heutigen Karnataka. Nach dem Sieg über den Madurai-Sultan umfasste es fast ganz Südindien, einschließlich Tamil Nadu. Vijayanagars Ausdehnung nach Osten bis an die Küste Andhras forderte Kapilendra, den König des an der Ostküste gelegenen Orissa, heraus, der 1463 entlang der Nordostküste Tamil Nadus bis ins Kaveridelta vorstieß. Schon nach wenigen Jahren musste er sich jedoch wieder zurückziehen. Schwache Herrscher leiteten im 15. Jahrhundert den Niedergang Vijayanagars ein. Als sich seine Erzfeinde, die aus dem Bahmanidenreich hervorgegangenen Dekkan-Sultanate, zusammenschlossen und Vijayanagar 1565 in der Schlacht von Talikota vernichtend schlugen, zerfiel das Reich innerhalb kürzester Zeit in mehrere Einzelreiche.
Nach dem Zerfall Vijayanagars füllten die Militärstatthalter seiner Distrikte, die sogenannten Nayaks, das entstandene Machtvakuum in Tamil Nadu, und machten sich selbstständig. Die mächtigsten von ihnen waren die Nayaks von Madurai und Thanjavur. Trotz ihrer relativen politischen und militärischen Bedeutungslosigkeit erlebten diese Reiche ein Aufblühen der spätdravidischen Kunst. Im 17. Jahrhundert begannen Kriegszüge verschiedener indischer Großreiche gegen die Kleinstaaten Tamil Nadus. Zunächst drang Mohammed Adil Shah, der Sultan von Bijapur, in den Norden Tamil Nadus ein, wo er unter anderem den Nayak von Gingee besiegte. Sowohl Madurai als auch Thanjavur wurden Bijapur tributpflichtig. In den 1670er Jahren führte ein Streit zwischen Madurai und Thanjavur zum Eingreifen der Marathen auf Seiten Thanjavurs. Doch die Truppen des Marathenherrschers Venkaji wandten sich alsbald gegen den Nayak von Thanjavur und besetzten dessen Reich. Nachdem der Großmogul Aurangzeb 1686 Bijapur unterworfen hatte, geriet der Norden Tamil Nadus unter die Kontrolle des Mogulreichs und wurde von den Nawabs von Arcot als Vasallen der Moguln beherrscht. Thanjavur blieb jedoch eine Besitzung der Marathen; Madurai bestand noch bis zur britischen Eroberung 1781.

### Vordringen der Europäer und Kolonialherrschaft (17. Jahrhundert bis 1947)

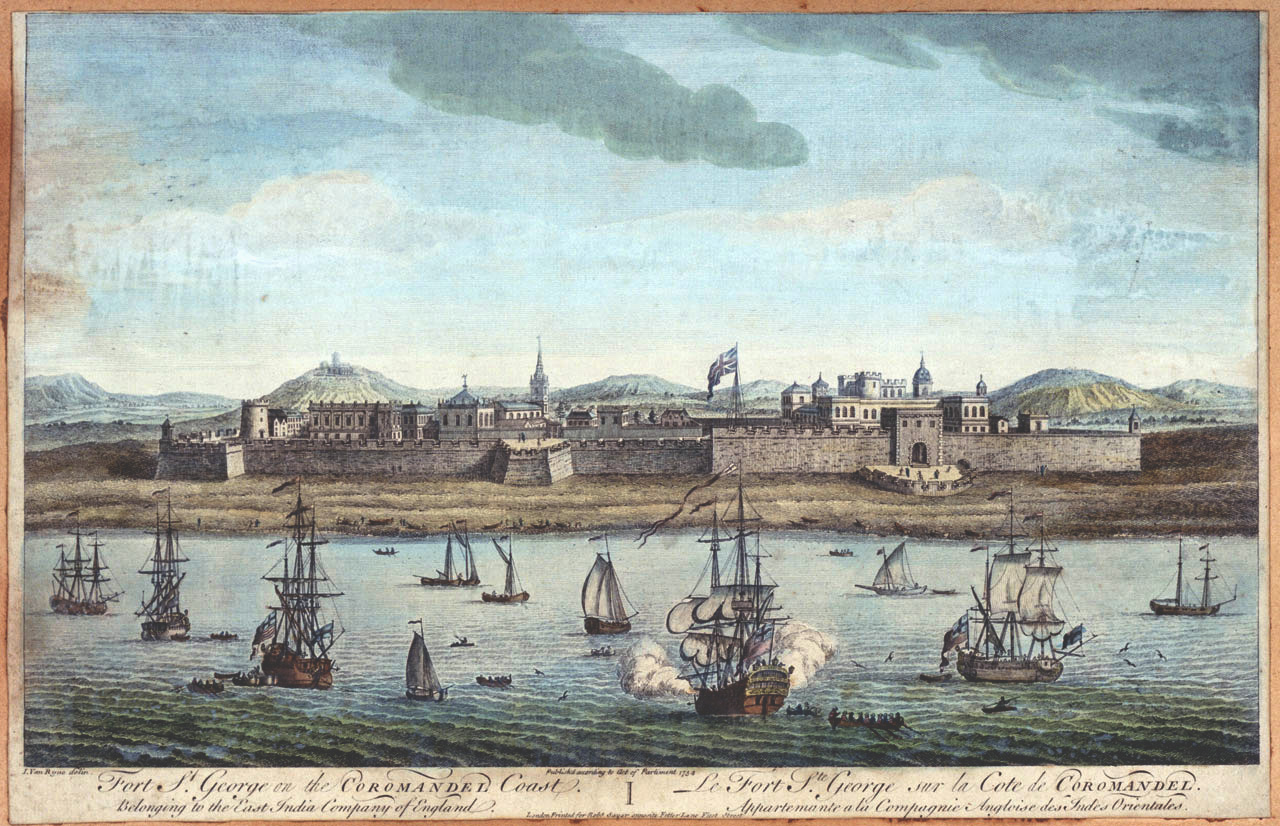
Ansicht der englischen Festung Fort St. George in Madras im 18. Jahrhundert

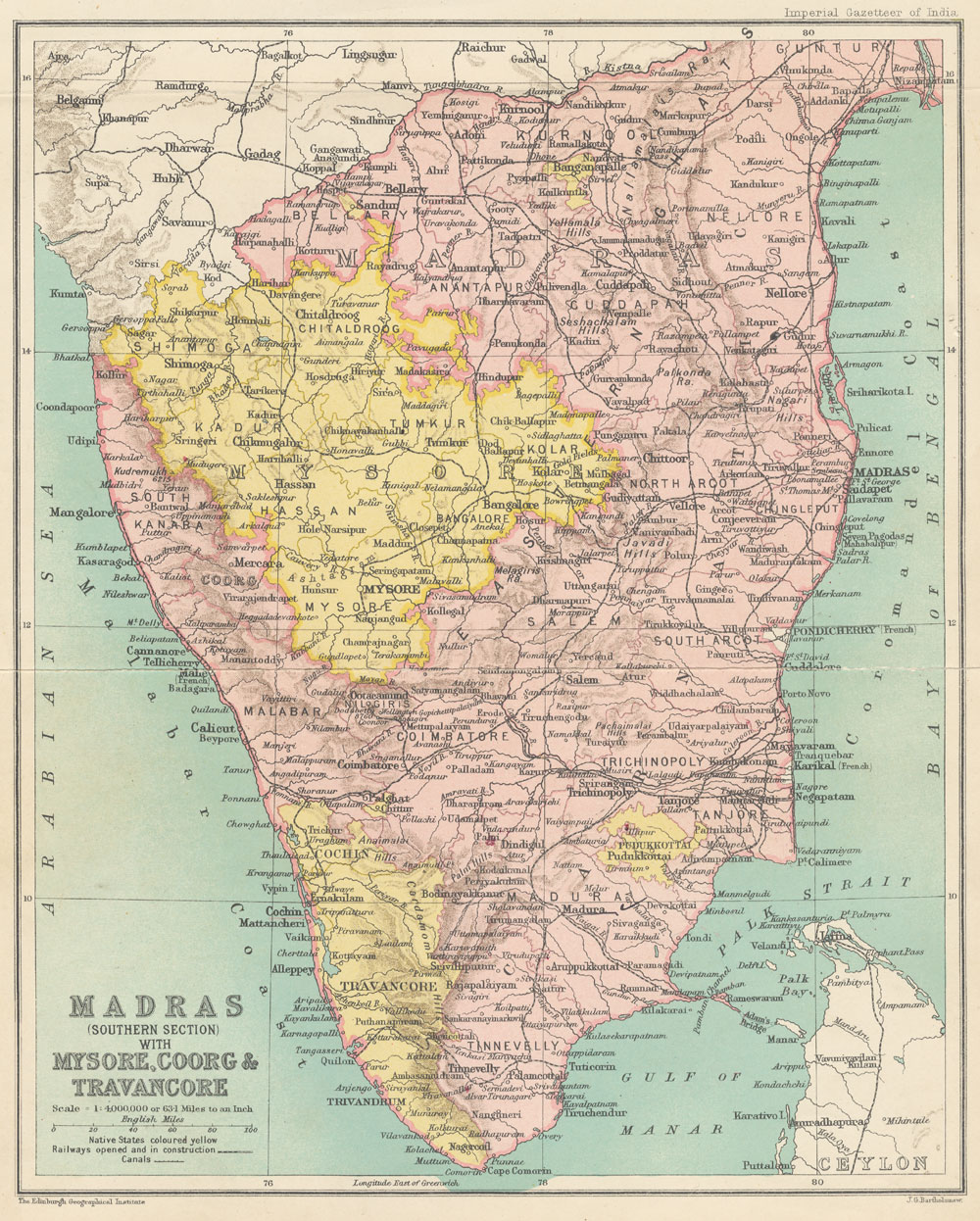
Karte des südlichen Teils der Präsidentschaft Madras von 1909; in gelber Färbung die Fürstenstaaten

Als erste europäische Großmacht versuchte Portugal im frühen 16. Jahrhundert an der Koromandelküste Fuß zu fassen, allerdings ohne Erfolg. Den Portugiesen folgten in der ersten Hälfte des 17. Jahrhunderts die Niederländer, Engländer und Dänen sowie in den 1660er Jahren die Franzosen. Die europäischen Handelsmächte strebten zunächst nicht nach Landgewinn, sondern nach möglichst hohen Profiten aus dem Tuchhandel. Zu diesem Zwecke erwarben sie Küstenstützpunkte und errichteten Manufakturen. Um 1700 bestanden mehrere niederländische Handelsstützpunkte an der Küste Tamil Nadus, unter anderem in Pulicat, Nagapattinam und Tuticorin. Die Engländer hatten sich in Madras, die Franzosen in Pondicherry und die Dänen in Tranquebar niedergelassen.
Zur bedeutsamsten europäischen Großmacht an der Koromandelküste stiegen im 18. Jahrhundert die Briten auf. Als ihr größter Konkurrent erwiesen sich die Franzosen, die in den Karnatischen Kriegen mit den Briten um die Vorherrschaft in Südindien rangen und 1746 sogar für drei Jahre Madras eingenommen hatten. 1760 wurden die Franzosen aber in der Schlacht von Wandiwash vernichtend geschlagen und mussten ihre Ambitionen in Indien aufgeben. Die hoch verschuldete Niederländische Ostindien-Kompanie schied nach dem vierten niederländisch-englischen Krieg von 1780 bis 1784 als Widersacher der Briten in Indien aus.
Madras wurde neben Calcutta und Bombay zu einem Hauptausgangspunkt der britischen Kolonialisierung Indiens. Die Stadt war Verwaltungszentrum der Präsidentschaft Madras, einer von drei Präsidentschaften der Britischen Ostindien-Kompanie. Die Briten dehnten ihren Einfluss ab der zweiten Hälfte des 18. Jahrhunderts auf weite Teile Tamil Nadus aus: Im Dritten und Vierten Mysore-Krieg (1790 bis 1792 bzw. 1798/99) rangen sie dem Königreich Mysore den Großteil von dessen Besitzungen ab, darunter den Norden und Westen des heutigen Tamil Nadus. Nach der vollständigen Niederlage Mysores 1799 war die Vormachtstellung der Ostindien-Gesellschaft in ganz Südindien endgültig besiegelt. 1799 wurden die Marathen-Könige von Thanjavur zur Übergabe ihrer Besitzungen gezwungen. Zwei Jahre später musste der Nawab von Arcot, der das Küstenhinterland kontrollierte, sein gesamtes Territorium an die Briten übergeben. Die Eroberung Tamil Nadus war damit abgeschlossen. Lediglich das kleine Fürstentum Pudukkottai blieb als formal unabhängiger Fürstenstaat unter britischer Oberherrschaft bestehen. 1858 wurde die Ostindien-Kompanie infolge des Aufstandes in Nordindien entmachtet, und die Regierungsgewalt über all ihre Besitzungen unmittelbar auf die britische Regierung übertragen. Madras wurde damit zu einer der Provinzen Britisch-Indiens.
Parallel zur im ausgehenden 19. Jahrhundert erwachten gesamtindischen Unabhängigkeitsbewegung unter Führung des Indischen Nationalkongresses entstand in den tamilsprachigen Teilen von Madras die sogenannte Dravidische Bewegung, die sich gegen die angebliche Vormachtstellung der Brahmanen richtete und eine eigenständige Identität der Tamilen als „Draviden“ im Gegensatz zu den „Ariern“ Nordindiens postulierte. E. V. Ramasami (Periyar) gründete 1925 die Selbstachtungsbewegung (Self-Respect Movement), die er 1944 mit der anti-brahmanischen Justice Party zur Organisation Dravidar Kazhagam (Bund der Draviden; DK) vereinigte. Die DK vertrat eine radikale Agenda und forderte die Abschaffung des Kastensystems und der Hindu-Religion sowie die Gründung eines unabhängigen Staates Dravida Nadu für die „Draviden“ Südindiens.

### Entwicklungen seit 1947

Der Staat Madras zwischen 1950 und 1956 mit den Gebietsänderungen 1953:

Nach der Entlassung Britisch-Indiens in die Unabhängigkeit im Jahr 1947 wurde der Staat Madras zu einem Gliedstaat der Indischen Union. Er umfasste neben dem heutigen Tamil Nadu große Teile des heutigen Bundesstaats Andhra Pradesh sowie Teile von Karnataka und Kerala. Erster Chief Minister wurde P. S. Kumaraswamy Raja vom Indischen Nationalkongress (1950 bis 1952). Auf ihn folgten seine Parteikollegen C. Rajagopalachari (1952 bis 1954), K. Kamaraj (1954 bis 1963), der sich vor allem um die Verbesserung des Bildungssystems und die Bekämpfung des Analphabetismus verdient machte, und M. Bakthavatsalam (1963 bis 1967). Im Zuge des States Reorganisation Act wurden 1956 die indischen Bundesstaaten nach den Sprachgrenzen neu geordnet. Der Bundesstaat Madras wurde dabei auf die tamilischsprachigen Gebiete begrenzt. Eine kleine Grenzkorrektur zu Andhra Pradesh folgte im Jahr 1959. Damit erhielt der Bundesstaat die Grenzen des heutigen Tamil Nadu, behielt aber zunächst den Namen Madras bei.
Derweil hatte sich 1949 aus der DK eine neue Partei namens Dravida Munnetra Kazhagam (DMK; „Bund für den Fortschritt der Draviden“) unter der Führung von C. N. Annadurai formiert. Sie unterstützte anfangs ebenfalls die Sezessionsforderung, gab diese aber Anfang der 1960er Jahre auf und ersetzte sie durch die Forderung nach politischer und kultureller Autonomie der Bundesstaaten innerhalb der Indischen Union. Die DMK nahm 1957 erstmals an Wahlen in Madras teil und stieg bald zur wichtigsten Oppositionspartei auf. 1967 konnte sie unter der Führung Annadurais erstmals die Wahlen zum Regionalparlament für sich entscheiden. Die neue DMK-Regierung beschloss die Umbenennung von Madras in Tamil Nadu („Land der Tamilen“), die 1969 in Kraft trat. Nach Annadurais Tod übernahm M. Karunanidhi die Führung der DMK. 1972 spaltete sich unter dem populären Filmschauspieler M. G. Ramachandran (MGR) die AIADMK von der DMK ab. Seitdem hat stets eine der beiden Regionalparteien die Regierung Tamil Nadus gestellt. Die AIADMK konnte zum ersten Mal 1977 die Wahlen gewinnen. M. G. Ramachandran wurde zum neuen Chief Minister und blieb es bis zu seinem Tod 1987. Seit den 1990er Jahren wurde die Politik Tamil Nadus geprägt von der Konkurrenz zwischen M. Karunanidhi (Chief Minister von 1969 bis 1976, 1989 bis 1991, 1996 bis 2001 sowie 2006 bis 2011) und der ehemaligen Schauspielerin J. Jayalalithaa, die die Nachfolge M. G. Ramachandrans an der Spitze der AIADMK übernahm und von 1991 bis 1996, mit Unterbrechungen von 2001 bis 2006 und erneut mit Unterbrechungen 2011 bis zu ihrem Tod 2016 das Amt des Chief Ministers innehatte.
In den 1980er Jahren nutzten die Liberation Tigers of Tamil Eelam (LTTE), die für die Unabhängigkeit der überwiegend von Tamilen bewohnten Teile Sri Lankas kämpfen, Tamil Nadu als Rückzugsort und Stützpunkt für ihre Aktivitäten in Sri Lanka. Die Regierung billigte dieses Vorgehen aus Rücksichtnahme auf die Sympathien der Bevölkerung Tamil Nadus für die unterdrückten Tamilen Sri Lankas zunächst. Mehrere von LTTE-Separatisten verübte Attentate auf indischem Boden zerstörten jedoch das Vertrauen der indischen Tamilen in die LTTE. 
Am 21. Mai 1991 wurde der ehemalige indische Premierminister Rajiv Gandhi während einer Wahlkampfveranstaltung in Sriperumbudur nahe Kanchipuram von einer der LTTE zugerechneten Selbstmordattentäterin ermordet. Heute wird die LTTE von der indischen Regierung als terroristische Vereinigung eingestuft.
Ende Dezember 2004 kam es auch in dieser Region als Folge von dem Erdbeben im Indischen Ozean und dem danach folgenden Tsunami an den Küsten zu katastrophalen Verhältnissen und Zerstörungen der lokalen Infrastruktur. Besonders Fischerdörfer an der Küste waren betroffen.

## Politik

### Politisches System

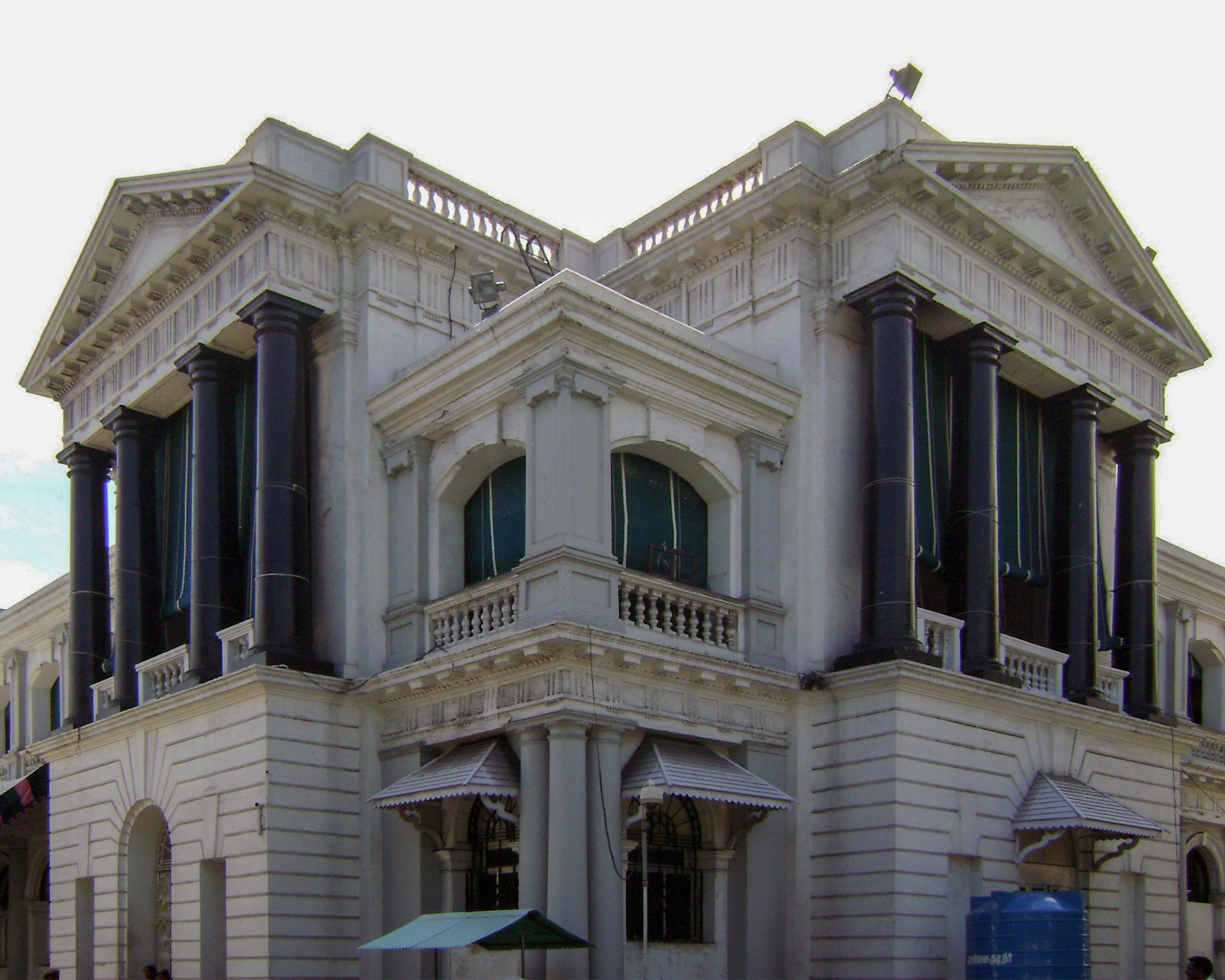
Das Fort St. George in Chennai, Sitz von Parlament und Regierung des Bundesstaates

Bis 1986 bestand das Parlament Tamil Nadus aus zwei Kammern. Seitdem ist die auf fünf Jahre gewählte Tamil Nadu Legislative Assembly das einzige gesetzgebende Organ. Von den 234 Abgeordnetensitzen sind 42 Sitze benachteiligten Kasten und 3 Sitze der Stammesbevölkerung (Adivasi) vorbehalten. Zusätzlich kann der Gouverneur des Staates einen Vertreter der englischsprachigen Minderheit ernennen, wenn er der Meinung ist, dass diese nicht ausreichend im Parlament repräsentiert ist. Der Chief Minister, der Regierungschef Tamil Nadus, wird von den Abgeordneten gewählt. An der Spitze des Bundesstaats steht jedoch der vom indischen Präsidenten ernannte Gouverneur (Governor). Seine Hauptaufgaben sind die Ernennung des Chief Ministers und dessen Beauftragung mit der Regierungsbildung. Die Minister werden auf Empfehlung des Chief Ministers ebenfalls vom Gouverneur in ihr Amt eingeführt. Zudem obliegt dem Gouverneur die Auflösung des Parlaments am Ende der Legislaturperiode oder bei einer Regierungskrise. In diesem Falle kann er den Bundesstaat unter die unmittelbare Verwaltung des indischen Präsidenten („President’s rule“) stellen.
Höchster Gerichtshof Tamil Nadus ist der Madras High Court, in dessen Zuständigkeitsbereich auch das Unionsterritorium Puducherry fällt. Den Vorsitz führt der Chief Justice. Seit 2004 besteht eine Zweigstelle in Madurai.

### Parteien

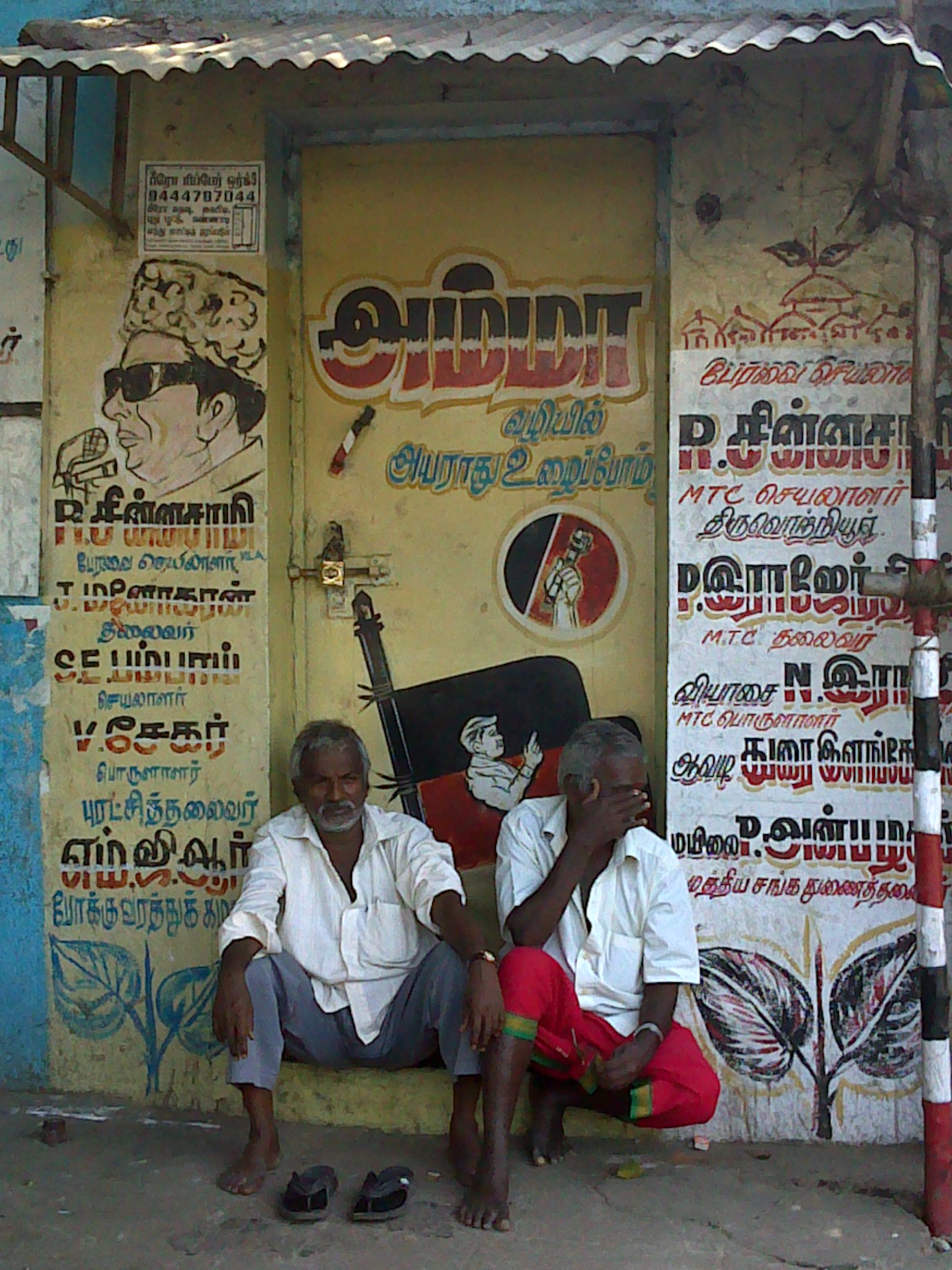
Wahlwerbung der AIADMK in Chennai (2011)

Die Politik Tamil Nadus wird von den beiden tamilisch-nationalistischen Regionalparteien Dravida Munnetra Kazhagam (DMK) und All India Anna Dravida Munnetra Kazhagam (AIADMK) geprägt. Seit 1967 wird der Bundesstaat ununterbrochen von einer dieser beiden Parteien regiert. Ihre Wurzeln liegen in der Organisation Dravidar Kazhagam (DK), von der sich die DMK 1949 abspaltete. 1972 entstand wiederum die AIADMK nach innerparteilichen Auseinandersetzungen durch Abspaltung von der DMK und etablierte sich in der Folge als deren stärkster Konkurrent. Die ursprünglich von der DK vertretenen Forderungen nach einem separaten Dravidenstaat und radikaler Sozialreform hat die DMK weitgehend gegen die Beschwörung der Größe der tamilischen Kultur und Sprache und die Forderung nach politischer und kultureller Autonomie der Bundesstaaten eingetauscht. Die AIADMK profiliert sich dagegen vor allem durch eine populistische Wohlfahrtspolitik.
Neben den beiden großen Parteien existieren weitere Regionalparteien: Die vom Filmschauspieler Vijayakanth gegründete Desiya Murpokku Dravida Kazhagam (DMDK), die tamilisch-nationalistische Marumalarchi Dravida Munnetra Kazhagam (MDMK) sowie die kastenbasierten Parteien Pattali Makkal Katchi (PMK) und Viduthalai Chiruthaigal Katchi (VCK). Überregionale Parteien spielen in Tamil Nadu nur eine untergeordnete Rolle: Der Indische Nationalkongress und die beiden kommunistischen Parteien Communist Party of India (CPI) und Communist Party of India (Marxist) (CPI(M)) sind weit von der Mehrheitsfähigkeit entfernt, die hindunationalistische Bharatiya Janata Party (BJP) ist im Parlament des Bundesstaates nur gering vertreten. Ohnehin ist die Hindutva-Bewegung in Tamil Nadu weniger stark als in anderen Teilen Indiens, auch wenn sie auch seit den 1980er Jahren mit der Gründung der Organisationen Hindu Munnani und Hindu Makkal Katchi einen gewissen Auftrieb erlebt hat.
Durch das herrschende Mehrheitswahlrecht kann eine kleine Gruppe von Wechselwählern große Auswirkungen auf das Wahlergebnis haben. So kam es, dass sich in den 1990er und 2000er Jahren die DMK und die AIADMK nach jeder Wahl an der Regierung abwechselten. Bei der letzten Bundesstaatswahl 2016 gelang es der AIADMK erstmals seit 27 Jahren, diesen Trend zu brechen. Die AIADMK gewann knapp 41 % der Stimmen und 134 der 234 Wahlkreise. Die rivalisierende DMK kam auf knapp 32 % und 89 Mandate, während die Kongresspartei mit 6,4 % und 8 Mandaten weit abgeschlagen landete. Die BJP kam auf 2,4 % der Stimmen und kein Mandat. Bei der folgenden Wahl zum Bundesstaatsparlament 2021 war wieder die DMK erfolgreich. Sie gewann 37,7 % der Stimmen und 133 Mandate. Die AIDMK kam auf 33,3 % und 66 Mandate.
Obwohl die tamilischen Regionalparteien nur in Tamil Nadu und Puducherry zur Wahl antreten, konnten sie auf gesamtindischer Ebene bei der Regierungsbildung in Delhi häufig als Zünglein an der Waage eine wichtige Rolle spielen. Sie schlossen sich oft Parteienbündnissen unter Führung einer der landesweit großen Parteien an. Die DMK und die AIADMK, aber auch kleinere Regionalparteien wie die MDMK und die PMK, waren so mehrfach an gesamtindischen Regierungen beteiligt. Zuletzt war die DMK von 2004 bis zu ihrem Austritt 2013 Teil der von der Kongresspartei geführten Regierung Manmohan Singhs. Bei der gesamtindischen Parlamentswahl 2014 schlossen sich DMK und AIADMK keinem der landesweiten Parteienbündnisse an und waren auch nicht an der anschließend gebildeten BJP-geführten Regierung in Delhi beteiligt. Bei der indischen Wahl 2019 schloss die AIADMK mit der BJP ein Wahlbündnis, war aber anschließend ebenfalls nicht Regierungspartner in Delhi.

## Verwaltungsgliederung
Tamil Nadu ist in 38 Distrikte eingeteilt (Einwohnerzahl und Bevölkerungsdichte nach der Volkszählung 2011).
|    | Distrikt        | Verwaltungssitz | Fläche (2011) | Einwohner (2011) | Bev.- dichte   |
| -- | --------------- | --------------- | ------------- | ---------------- | -------------- |
| 1  | Ariyalur        | Ariyalur        | 1.940 km³     | 754.894          | 389 Ew./km²    |
| 2  | Chengalpattu*   | Chengalpattu    | –             | –                | –              |
| 3  | Chennai***      | Chennai         | 175 km²       | 4.646.732        | 26.553 Ew./km² |
| 4  | Coimbatore      | Coimbatore      | 4.732 km²     | 3.458.045        | 731 Ew./km²    |
| 5  | Cuddalore       | Cuddalore       | 3.703 km²     | 2.605.914        | 704 Ew./km²    |
| 6  | Dharmapuri      | Dharmapuri      | 4.497 km²     | 1.506.843        | 335 Ew./km²    |
| 7  | Dindigul        | Dindigul        | 6.036 km²     | 2.159.775        | 358 Ew./km²    |
| 8  | Erode           | Erode           | 5.760 km²     | 2.251.744        | 391 Ew./km²    |
| 9  | Kallakurichi*   | Kallakurichi    | –             | –                | –              |
| 10 | Kanchipuram*    | Kanchipuram     | 4.483 km²     | 3.998.252        | 892 Ew./km²    |
| 11 | Kanyakumari     | Nagercoil       | 1.684 km²     | 1.870.374        | 1.111 Ew./km²  |
| 12 | Karur           | Karur           | 2.904 km²     | 1.064.493        | 367 Ew./km²    |
| 13 | Krishnagiri     | Krishnagiri     | 5.129 km²     | 1.879.809        | 367 Ew./km²    |
| 14 | Madurai         | Madurai         | 3.710 km²     | 3.038.252        | 819 Ew./km²    |
| 15 | Mayiladuthurai* | Mayiladuthurai  | –             | –                | –              |
| 16 | Nagapattinam**  | Nagapattinam    | 2.569 km²     | 1.616.450        | 629 Ew./km²    |
| 17 | Namakkal        | Namakkal        | 3.420 km²     | 1.726.601        | 505 Ew./km²    |
| 18 | Nilgiris        | Udagamandalam   | 2.565 km²     | 735.394          | 287 Ew./km²    |
| 19 | Perambalur      | Perambalur      | 1.756 km²     | 565.223          | 322 Ew./km²    |
| 20 | Pudukkottai     | Pudukkottai     | 4.644 km²     | 1.618.345        | 348 Ew./km²    |
| 21 | Ramanathapuram  | Ramanathapuram  | 4.104 km²     | 1.353.445        | 330 Ew./km²    |
| 22 | Ranipet*        | Ranipet         | –             | –                | –              |
| 23 | Salem           | Salem           | 5.237 km²     | 3.482.056        | 665 Ew./km²    |
| 24 | Sivaganga       | Sivaganga       | 4.233 km²     | 1.339.101        | 316 Ew./km²    |
| 25 | Tenkasi*        | Tenkasi         | –             | –                | –              |
| 26 | Thanjavur       | Thanjavur       | 3.411 km²     | 2.405.890        | 705 Ew./km²    |
| 27 | Theni           | Theni           | 2.868 km²     | 1.245.899        | 434 Ew./km²    |
| 28 | Thoothukudi     | Thoothukudi     | 4.745 km²     | 1.750.176        | 369 Ew./km²    |
| 29 | Tiruchirappalli | Tiruchirappalli | 4.509 km²     | 2.722.290        | 604 Ew./km²    |
| 30 | Tirunelveli*    | Tirunelveli     | 6.693 km²     | 3.077.233        | 460 Ew./km²    |
| 31 | Tirupattur*     | Tirupattur      | –             | –                | –              |
| 32 | Tiruppur        | Tiruppur        | 5.187 km²     | 2.479.052        | 478 Ew./km²    |
| 33 | Tiruvallur*     | Tiruvallur      | 3.394 km²     | 3.728.104        | 1.098 Ew./km²  |
| 34 | Tiruvannamalai  | Tiruvannamalai  | 6.188 km²     | 2.464.875        | 398 Ew./km²    |
| 35 | Tiruvarur       | Tiruvarur       | 2.274 km²     | 1.264.277        | 556 Ew./km²    |
| 36 | Vellore*        | Vellore         | 6.075 km²     | 3.936.331        | 648 Ew./km²    |
| 37 | Viluppuram**    | Viluppuram      | 7.194 km²     | 3.458.873        | 481 Ew./km²    |
| 38 | Virudhunagar    | Virudhunagar    | 4.241 km²     | 1.942.288        | 458 Ew./km²    |

*) Nach der Volkszählung 2011 verkleinert.

**) Nach der Volkszählung 2011 neu gegründet, Zahlen liegen nicht vor.

***) Nach der Volkszählung 2011 vergrößert.

## Wirtschaft
Tamil Nadu war 2023 nach Maharashtra die zweitgrößte Volkswirtschaft der 28 Bundesstaaten Indiens zu konstanten Preisen, und die drittgrößte gemessen an den damals gültigen Preisen, nach Maharashtra und Gujarat. Zugleich ist es einer der fortschrittlichsten Bundesstaaten des Landes, das überdurchschnittlich von den 1991 eingeführten Wirtschaftsliberalisierungsmaßnahmen profitiert hat. Seitdem haben sich zahlreiche ausländische Großunternehmen in Tamil Nadu angesiedelt. 2023/24 betrug das nominale Bruttoinlandsprodukt Tamil Nadus 27,2 Billionen Indische Rupien (umgerechnet ca. 350 Milliarden US-Dollar). Damit erbrachte Tamil Nadu knapp 9 Prozent der gesamten indischen Wirtschaftsleistung. Das Bruttoinlandsprodukt pro Kopf lag 2022 mit 3.785 US-Dollar deutlich höher als der indische Durchschnitt von 2.366 US-Dollar.

### Landwirtschaft

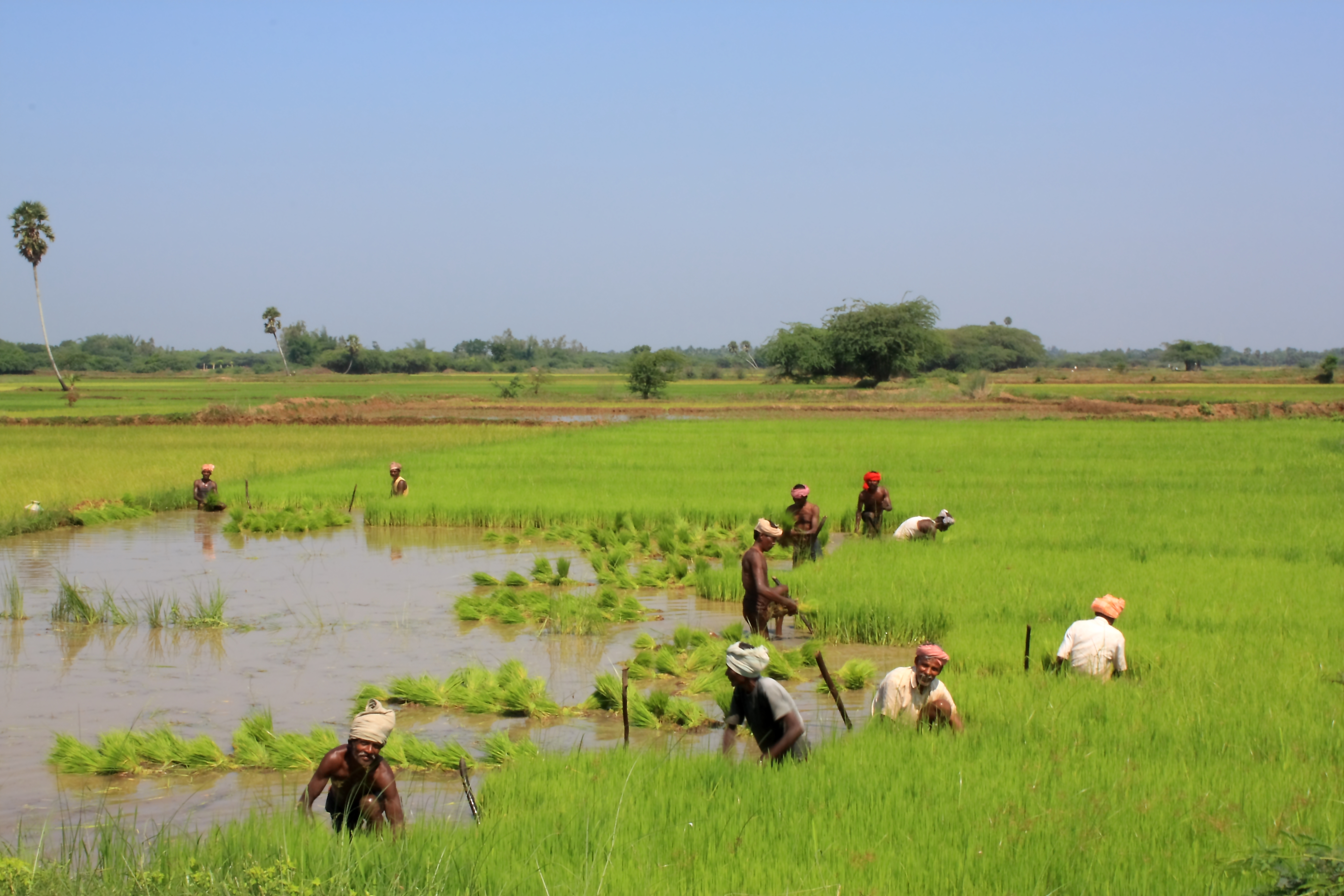
Bauern bei der Reisernte (Distrikt Thanjavur)

Obwohl Tamil Nadu zu den am höchsten industrialisierten Bundesstaaten Indiens zählt, ist die Landwirtschaft nach wie vor der wichtigste Arbeitgeber. Rund 45 Prozent der Fläche werden landwirtschaftlich genutzt. Tamil Nadus Landwirtschaft ist eine der fortschrittlichsten Indiens. Die Ertragsraten liegen weit über dem indischen Durchschnitt. Seit der Einführung der „Grünen Revolution“ Mitte der 1960er Jahre, als dessen „Vater“ der aus Tamil Nadu stammende Agrarwissenschaftler M. S. Swaminathan gilt, wurden die Bewässerungsflächen beträchtlich ausgeweitet, sodass heute etwa die Hälfte der landwirtschaftlichen Nutzfläche künstlich bewässert wird. Dennoch ist der Anteil der Landwirtschaft am Bruttoinlandsprodukt aufgrund wesentlich höherer Wachstumsraten in anderen Bereichen rückläufig. 2004 betrug er nur noch 14,2 Prozent.
Als Nahrungsmittel werden vor allem Reis, Erdnüsse, Mais, Sorghum, Fingerhirse, Perlhirse, Hülsenfrüchte sowie verschiedene Obstsorten wie Bananen und Mangos angebaut. Das mit Abstand wichtigste kommerzielle Anbauprodukt ist Zuckerrohr. Dagegen hat die Bedeutung von Baumwolle seit den 1980er Jahren stark abgenommen. In geringerem Maße werden außerdem Gewürze, Kaffee, Tabak und Tee angepflanzt.

### Bodenschätze und Bergbau
80 Prozent der bekannten indischen Braunkohlevorkommen befinden sich in Tamil Nadu, hauptsächlich im Umland der Stadt Neyveli im Distrikt Cuddalore. Im Süden und Südosten des Bundesstaates werden Mineralsande abgebaut, aus denen seltene Mineralien wie Titaneisen, Granat, Zirkon, Rutil und Monazit gewonnen werden. Im Nordosten gibt es Vorkommen von Magnesit. Zudem werden Granit, Kalkstein, Quarz und Quarzsande, Feldspat, Magneteisenstein, Bauxit und Graphit abgebaut. Vor der Küste des Distriktes Nagapattinam wird in geringen Mengen Erdöl gefördert.

### Industrie

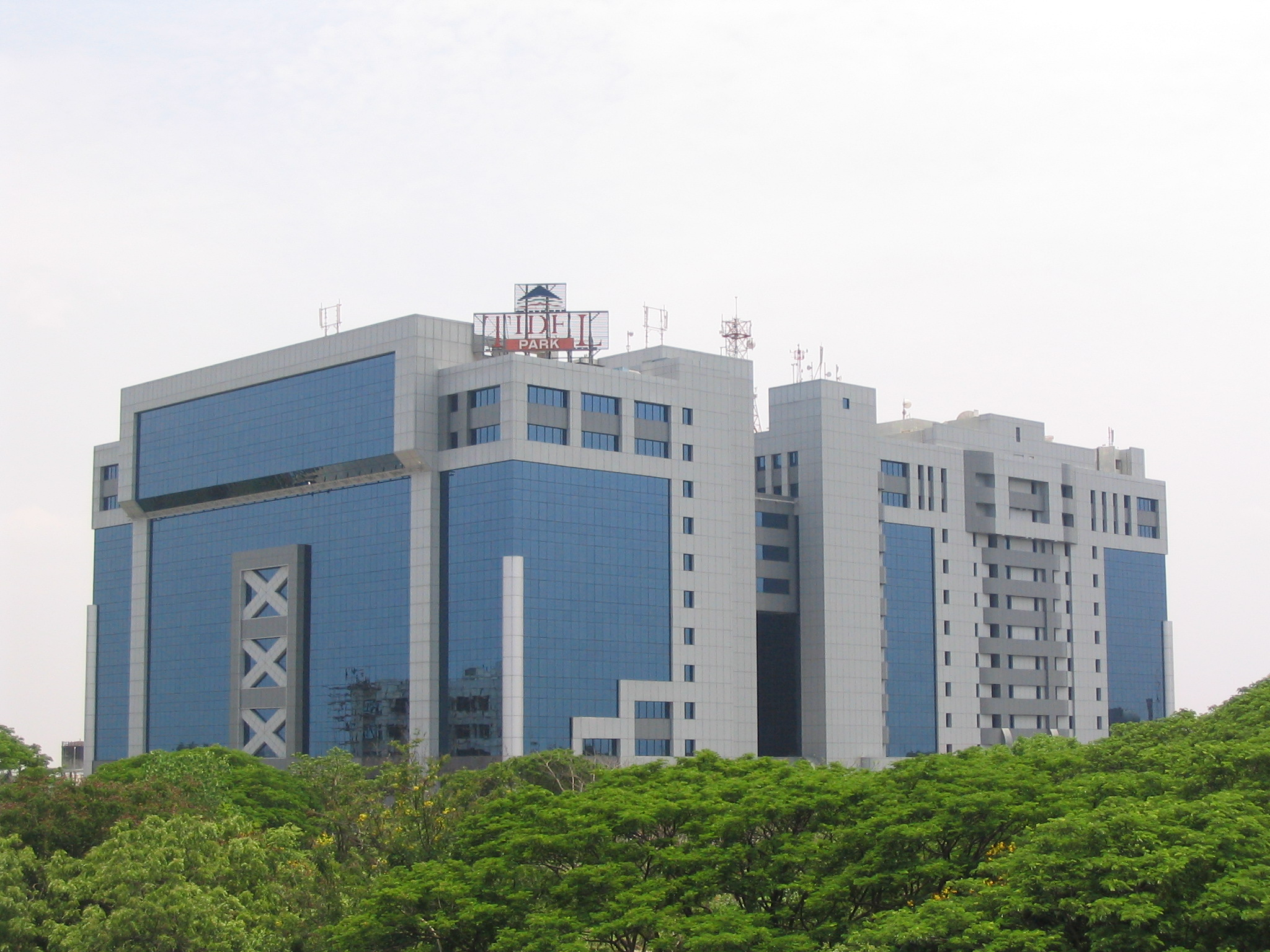
Der Tidel Park in Chennai ist das größte IT-Zentrum Tamil Nadus.

Tamil Nadu ist einer der höchstindustrialisierten Bundesstaaten Indiens. 2004 erwirtschaftete die Industrie 29,6 Prozent des Bruttoinlandsproduktes. Der wichtigste Industriezweig ist nach wie vor die Textilindustrie, die für fast ein Drittel der gesamten indischen Baumwollgarnproduktion aufkommt. Die Lederindustrie hat sogar einen Anteil von 70 Prozent. Neben diesen traditionellen Branchen nehmen die Fahrzeugindustrie und deren Zuliefererbetriebe einen besonderen Stellenwert ein. Neben inländischen Automobilfirmen lassen auch Ford, Hyundai, BMW und Mitsubishi in Tamil Nadu produzieren. Andere wichtige Industriezweige sind die metallverarbeitende, chemische, Mineralöl-, pharmazeutische, elektrotechnische, Software-, Fahrrad-, Lebensmittel-, Zement- und pyrotechnische Industrie sowie der Maschinenbau. Avadi bei Chennai ist einer der wichtigsten Standorte der indischen Rüstungsproduktion, unter anderem auch der einzige Produktionsstandort für Arjun-Panzer in ganz Indien.
Räumlich ballt sich die Industrieproduktion in drei Großräumen. Der mit Abstand wichtigste Industrieraum ist das Ballungsgebiet Chennai, wo nahezu alle bedeutsamen Industriezweige vertreten sind. Im mittleren Tamil Nadu zieht sich eine Industrieachse vom Kaveridelta durch die Ebene des Flusses mit den Standorten Tiruchirappalli (Metallverarbeitung, Textilien, Zement) und Salem-Mettur (Stahl, Aluminium, Textilien, Zement, Kunststoffe, Chemikalien) bis ins westliche Hochland, wo mit Coimbatore und Tiruppur zwei bedeutende Textilzentren liegen. Coimbatore ist jedoch längst nicht mehr nur eine Textilhochburg, was ihm einst den Spitznamen „Manchester Südindiens“ eingebracht hat, sondern hat sich darüber hinaus zum zweitwichtigsten Industriestandort Tamil Nadus nach Chennai entwickelt. Besonders der Maschinenbau hat eine Vorrangstellung erlangt. Die dritte große Industrieregion ist der Ballungsraum Madurai im Süden.

### Dienstleistungen und Fremdenverkehr

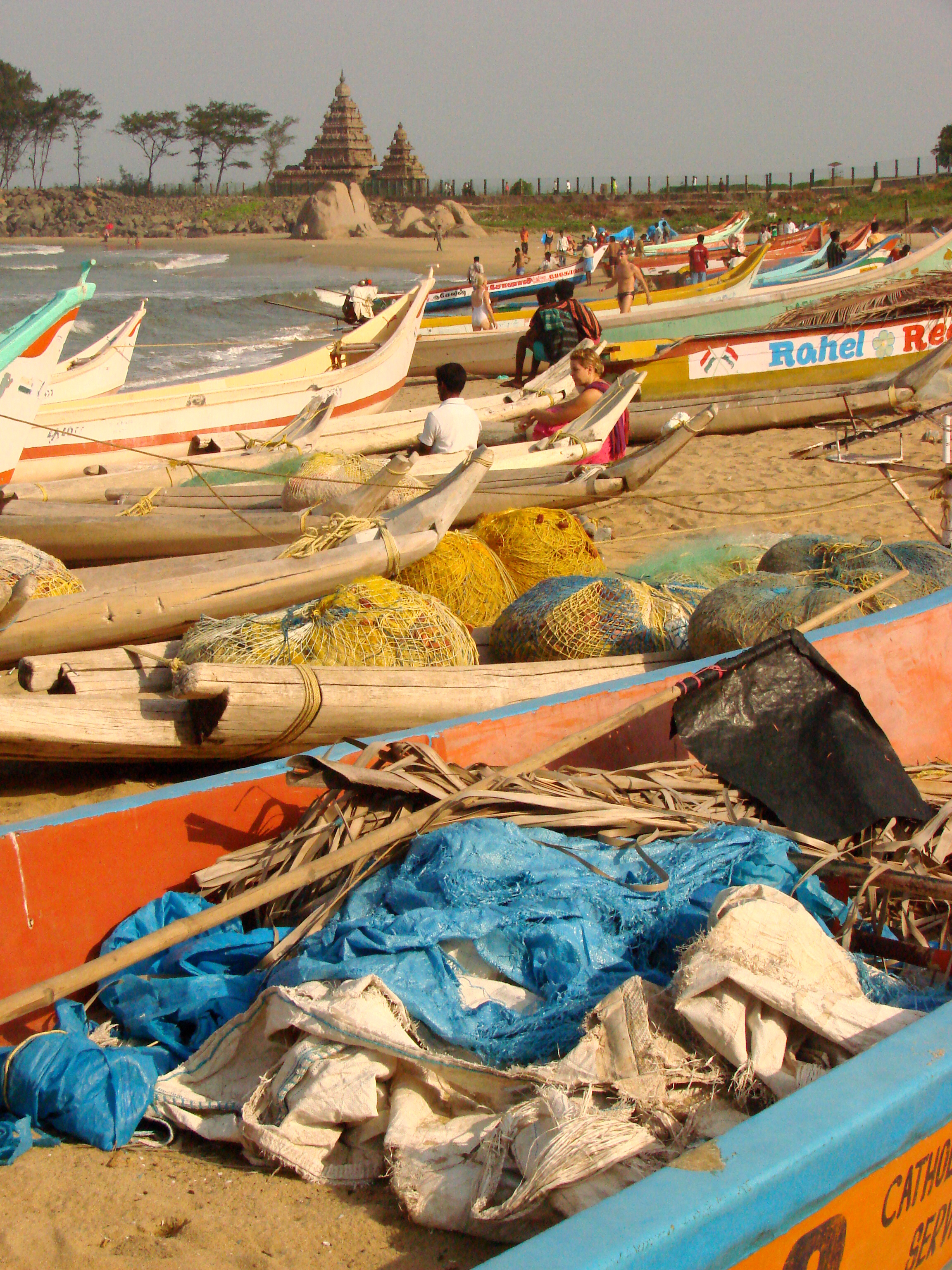
Der Strandort Mamallapuram gehört zu den beliebtesten Reisezielen Tamil Nadus

Der Dienstleistungsbereich, mittlerweile der Hauptantriebsmotor der wirtschaftlichen Entwicklung, hatte 2004 einen Anteil von 56,2 Prozent am Bruttoinlandsprodukt. Besonders hohe Wachstumsraten verzeichnet die Informationstechnologie. Zudem gewinnen die Telekommunikations- und die Biotechnologiebranche an Bedeutung. Viele ausländische Firmen, vor allem aus dem englischsprachigen Raum, lagern Unternehmensteile wie Callcenter oder Buchhaltung nach Tamil Nadu aus.
Auch der Fremdenverkehr hat sich seit den 1990er Jahren rasant entwickelt. 2011 besuchten 137 Millionen einheimische und 3,3 Millionen ausländische Besucher Tamil Nadu – ein Zuwachs von 42 Prozent gegenüber dem Vorjahr. Beliebte Reiseziele sind neben der Hauptstadt Chennai vor allem der Strandort Mamallapuram (Mahabalipuram) mit seinen Bauten aus der Pallava-Zeit sowie die alten Tempelstädte Madurai, Thanjavur, Kanchipuram, Chidambaram, Tiruvannamalai und Rameswaram die auch viele Pilger anziehen. Die drei „großen Tempel der Chola-Dynastie“ in Thanjavur, Gangaikonda Cholapuram und Darasuram gehören zum Weltkulturerbe der UNESCO, ebenso der Tempelbezirk von Mamallapuram und die Nilgiri-Bergeisenbahn. Die in der britischen Kolonialzeit erschlossenen hill stations in den Westghats, wie Udagamandalam (Ooty) und Kodaikanal, werden dank der landschaftlich reizvollen Umgebung sowie des angenehm kühlen Klimas als Urlaubsziele geschätzt. Naturliebhaber kommen in einem der fünf Nationalparks, unter denen der Mudumalai-Nationalpark aufgrund seiner Artenvielfalt besonders hervorragt, auf ihre Kosten. Immer beliebter vor allem bei ausländischen Gästen wird der Gesundheitstourismus, etwa in Form von Ayurveda-Kuren. Der Badetourismus ist dagegen trotz geeigneter Strände wenig ausgeprägt.

### Infrastruktur

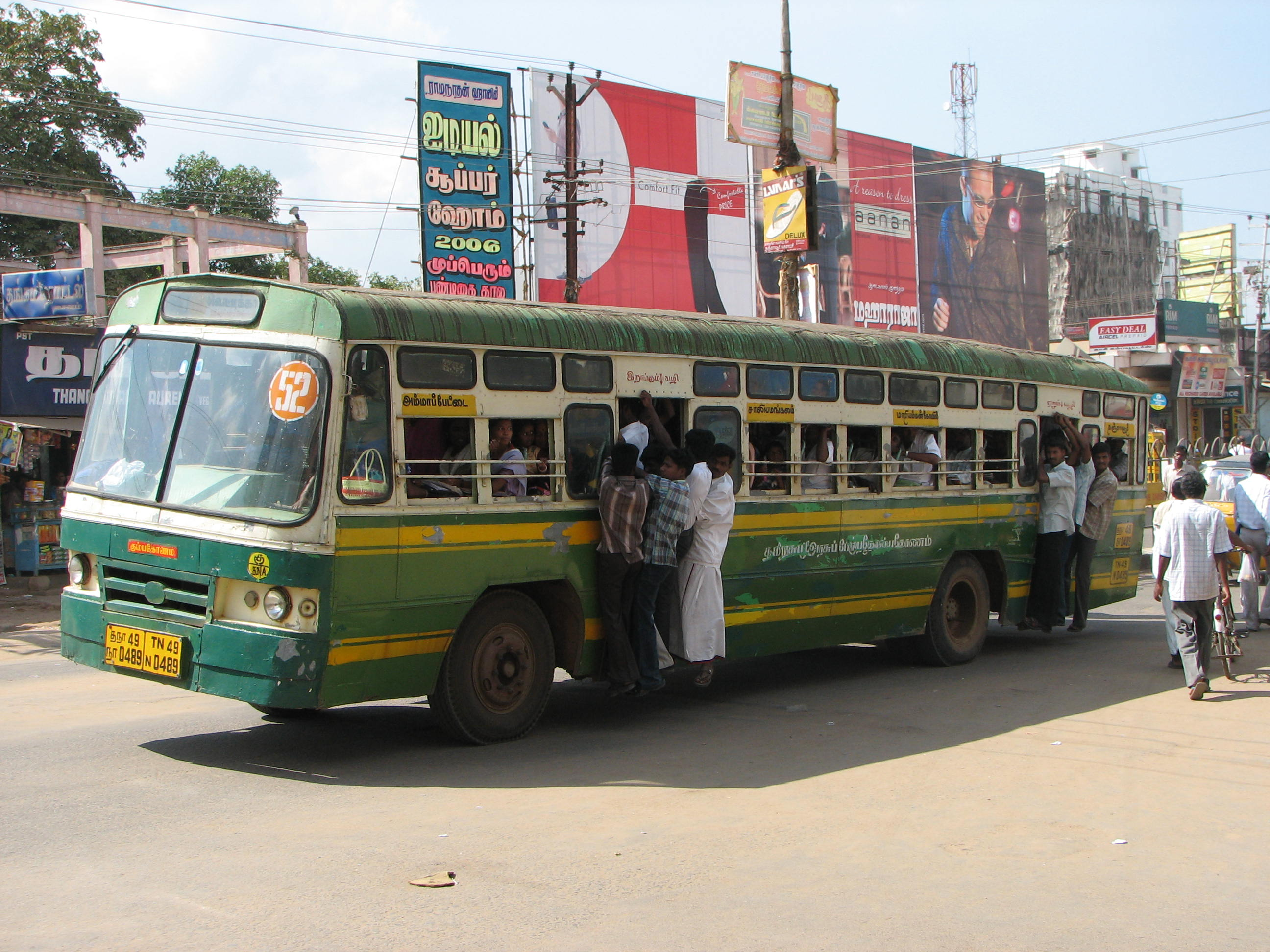
Bus in Thanjavur

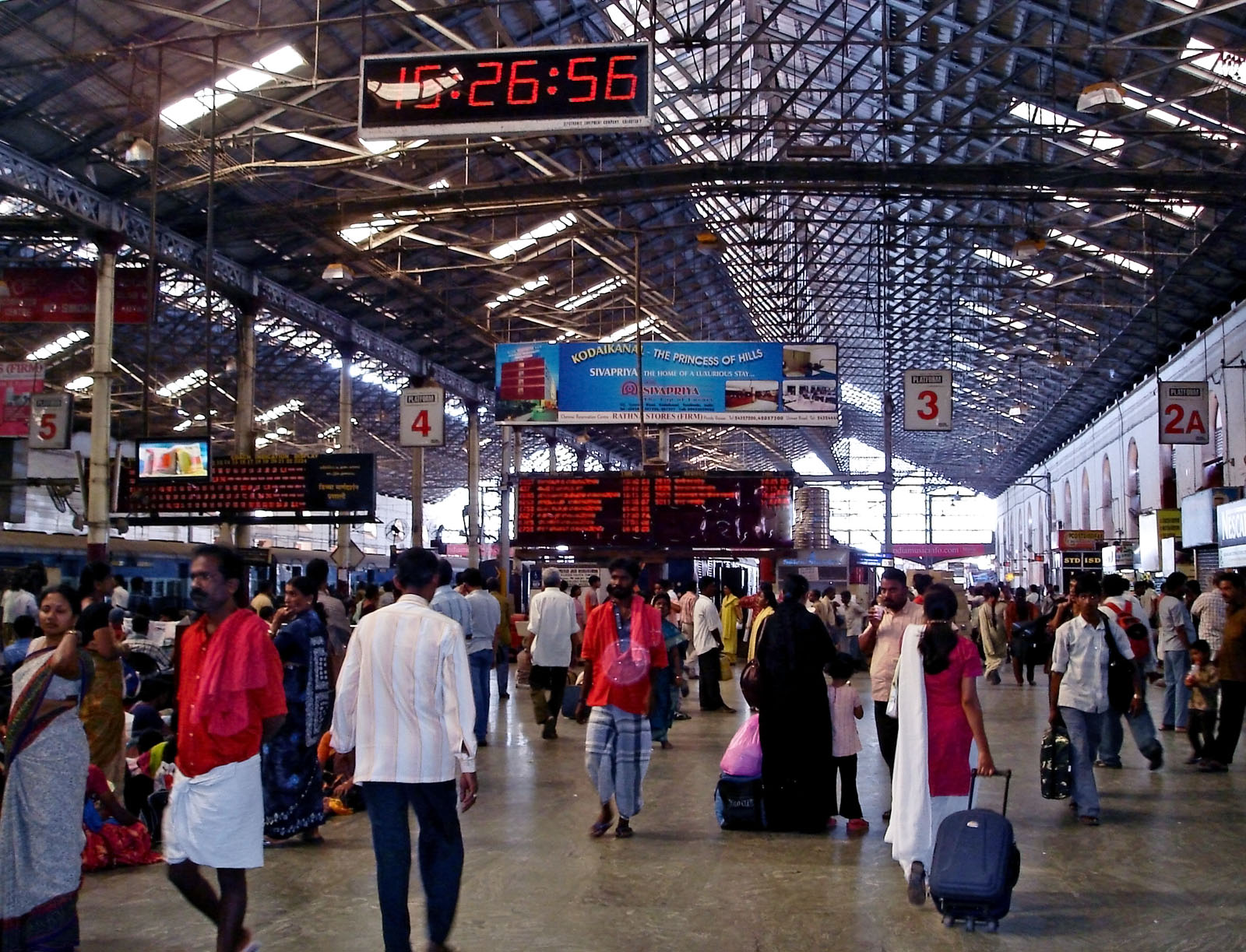
Bahnhof Chennai Central

Der wichtigste Verkehrsweg in Tamil Nadu ist die Straße. Insgesamt umfasst das Straßennetz knapp 200.000 Kilometer, wovon drei Viertel asphaltiert sind (Stand 2007/08). Die National Highways machen mit einer Gesamtlänge von 4.500 Kilometern nur einen kleinen Teil des Straßennetzes aus, machen aber 40 % des Verkehrsaufkommens aus. Die tamilischen Streckenabschnitte der National Highways von Chennai nach Mumbai und Kolkata – zusammen rund 340 Kilometer – wurden im Rahmen des Projektes „Golden Quadrilateral“ („Goldenes Viereck“) zu vierspurigen Autobahnen ausgebaut. Weitere Ausbauten sind geplant, um des wachsenden Verkehrsaufkommens Herr zu werden: Die Anzahl der zugelassenen Kraftfahrzeuge nimmt jedes Jahr über 10 % zu. Die staatliche Busgesellschaft Tamil Nadu State Transport Corporation und private Unternehmen bieten zahlreiche Busverbindungen zwischen den Städten des Bundesstaates an.
Alle größeren Städte Tamil Nadus sind an das Schienennetz angeschlossen. Es untersteht der Regionalgesellschaft Southern Railway der indischen Staatsbahn. Die Gesamtlänge des Schienennetzes in Tamil Nadu beträgt 3941 Kilometer (Stand 2007/08). Die Hauptlinien, die etwas über die Hälfte des Eisenbahnnetzes ausmachen, sind breitspurig ausgebaut, allerdings nur zum Teil elektrifiziert. Die restlichen Schienenwege sind meterspurig. Die Hauptstadt Chennai verfügt über eine Vorortbahn, eine U-Bahn ist im Bau.
Chennai besitzt einen großen internationalen Flughafen, den Chennai International Airport. Nach Mumbai und Delhi ist er der drittwichtigste Flughafen Indiens. Daneben gibt es zwei kleinere internationale Flughäfen in Tiruchirappalli und Coimbatore sowie Inlandsflughäfen in Madurai, Salem, und Thoothukudi.
Drei der zwölf Hauptseehäfen Indiens liegen in Tamil Nadu: Chennai, Thoothukudi und Ennur. Der Hafen von Chennai hatte 2007/08 eine Güterumschlagmenge von knapp 57 Millionen Tonnen. Damit sind Chennai und Thoothukudi neben Navi Mumbai in Maharashtra die wichtigsten Containerhäfen des Landes. Darüber hinaus existieren 15 kleinere Häfen in Tamil Nadu, die jedoch nur für die Küstenschifffahrt von Bedeutung sind.
Als einer der wenigen indischen Bundesstaaten erzeugt Tamil Nadu einen Elektrizitätsüberschuss, den es an benachbarte Bundesstaaten weiterleitet. Strom wird vor allem aus Wärme- (Braunkohle, Erdgas), Wasser-, Kern- und Windenergie gewonnen. Bei letzterer nimmt Tamil Nadu eine Führungsposition innerhalb Indiens ein, da es für mehr als die Hälfte der indischen Windenergieerzeugung aufkommt.
Ende 2016 wurde mit dem Solarpark Tamil Nadu der zu diesem Zeitpunkt leistungsstärkste Solarpark der Welt in Betrieb genommen. Er verfügt über eine Leistung von 648 MW und liefert im Jahresschnitt genügend elektrische Energie für ca. 150.000 Haushalte.

## Soziales und Bildung

### Soziales
Im Vergleich zu anderen Regionen Indiens ist Tamil Nadu verhältnismäßig wohlhabend. Extreme Armut ist daher nicht ganz so häufig anzutreffen wie etwa in Nordindien. Das Pro-Kopf-Einkommen lag 2006/07 bei 32.733 Rupien und damit etwas über dem Landesdurchschnitt von 29.642 Rupien. 2015 wurde für Tamil Nadu ein Index der menschlichen Entwicklung von 0,694 gegenüber einem Wert von 0,624 für ganz Indien ermittelt. Auch Gesundheitsindikatoren wie die Lebenserwartung von 64,6 Jahren (Männer: 63,7 Jahre, Frauen: 65,7 Jahre) gegenüber 61,7 Jahren im Landesdurchschnitt (Männer: 60,8 Jahre, Frauen: 62,5 Jahre; Stand jeweils 1999) und die Säuglingssterblichkeit von 41 auf 1000 Lebendgeburten gegenüber 60 im Landesdurchschnitt (Stand jeweils 2003) weisen auf Tamil Nadus relative Bessergestelltheit innerhalb Indiens hin.
Dennoch bestehen auch in Tamil Nadu weiterhin gravierende soziale Probleme und Ungleichheiten. So sind die außerhalb des Kastensystems stehenden Dalit, die in Tamil Nadu einen überproportional hohen Bevölkerungsanteil von etwa einem Fünftel haben, nach wie vor gesellschaftlicher Ausgrenzung und wirtschaftlicher Benachteiligung ausgesetzt. Viele von ihnen müssen sich ihren Lebensunterhalt als Tagelöhner in der Landwirtschaft verdienen. Kinderarbeit ist noch immer ein weitverbreitetes Problem; auffällig ist dabei der hohe Anteil von Mädchen – ein Indiz für das geringere Ansehen von Mädchen und Frauen in der Gesellschaft. Fast die Hälfte aller Kinder ist unterernährt. Hohe Arbeitslosigkeit stellt vor allem in den Städten eine große Herausforderung dar.

### Bildung

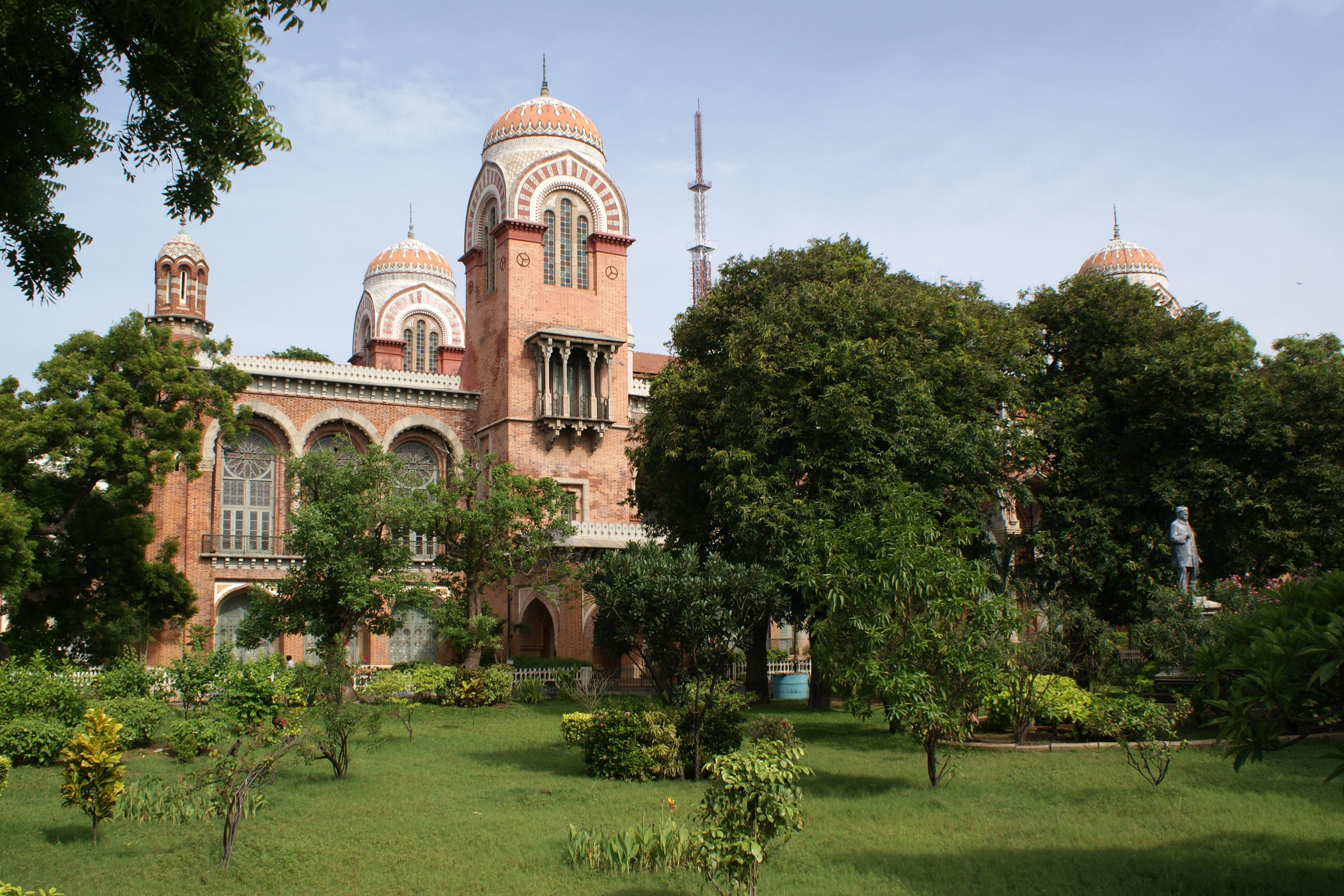
Senatsgebäude der University of Madras

Tamil Nadu weist im Vergleich zu anderen Teilen Indiens gute Bildungsindikatoren auf. Die Alphabetisierungsrate liegt mit 80,3 Prozent (Männer: 86,8 Prozent, Frauen: 73,9 Prozent) deutlich über dem gesamtindischen Durchschnitt von 74,0 Prozent (Männer: 82,1 Prozent, Frauen: 65,5 Prozent; Stand: jeweils Volkszählung 2011). Es besteht Schulpflicht ab einem Alter von 6 Jahren. Tatsächlich werden 98,3 Prozent aller Kinder Tamil Nadus eingeschult, wobei sich die Einschulungsraten von Jungen und Mädchen kaum unterscheiden. Im Gegensatz dazu besuchen nur 42,8 Prozent aller Jugendlichen zwischen 16 und 18 Jahren eine höhere Schule. Insgesamt verfügt der Staat über knapp 50.000 Grund- und weiterführende Schulen, in denen Tamil als erste Unterrichtssprache dient. An Hochschulen wird dagegen ein großer Teil der Lehrveranstaltungen in englischer Sprache durchgeführt.
In Tamil Nadu gibt es 21 Universitäten. Darüber hinaus existieren hunderte von privaten und staatlichen Colleges für Fach-, Berufs- und Allgemeinbildung. Das Indian Institute of Technology (IIT) in der Hauptstadt Chennai ist eine von nur sieben Einrichtungen dieser Art in Indien. Es zählt zu den Elitehochschulen im Bereich Technologie und Ingenieurwesen.

## Kultur

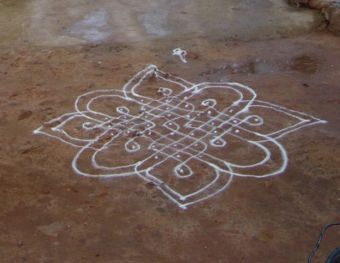
Ein Kolam – sichtbares Zeichen der tamilischen Kultur

Die tamilische Kultur ist Teil der gesamtindischen Kulturtradition, hat aber in vielerlei Hinsicht ein eigenständiges Angesicht bewahrt, das sich deutlich vom Rest Indiens unterscheidet. Das wichtigste Bindeglied der tamilischen Kultur ist die tamilische Sprache, die zum zentralen Identifikationsmerkmal erhoben und bisweilen geradezu vergöttlicht wird. Das Tamil gehört zur Familie der in Südindien gesprochenen dravidischen Sprachen und ist somit nicht mit den Sprachen Nordindiens verwandt. Es kann auf eine über 2000-jährige eigenständige Literaturgeschichte zurückblicken und zählt daher als klassische Sprache. Viele Tamilen betonen stolz das hohe Alter und die Eigenständigkeit der tamilischen Sprache.

### Architektur

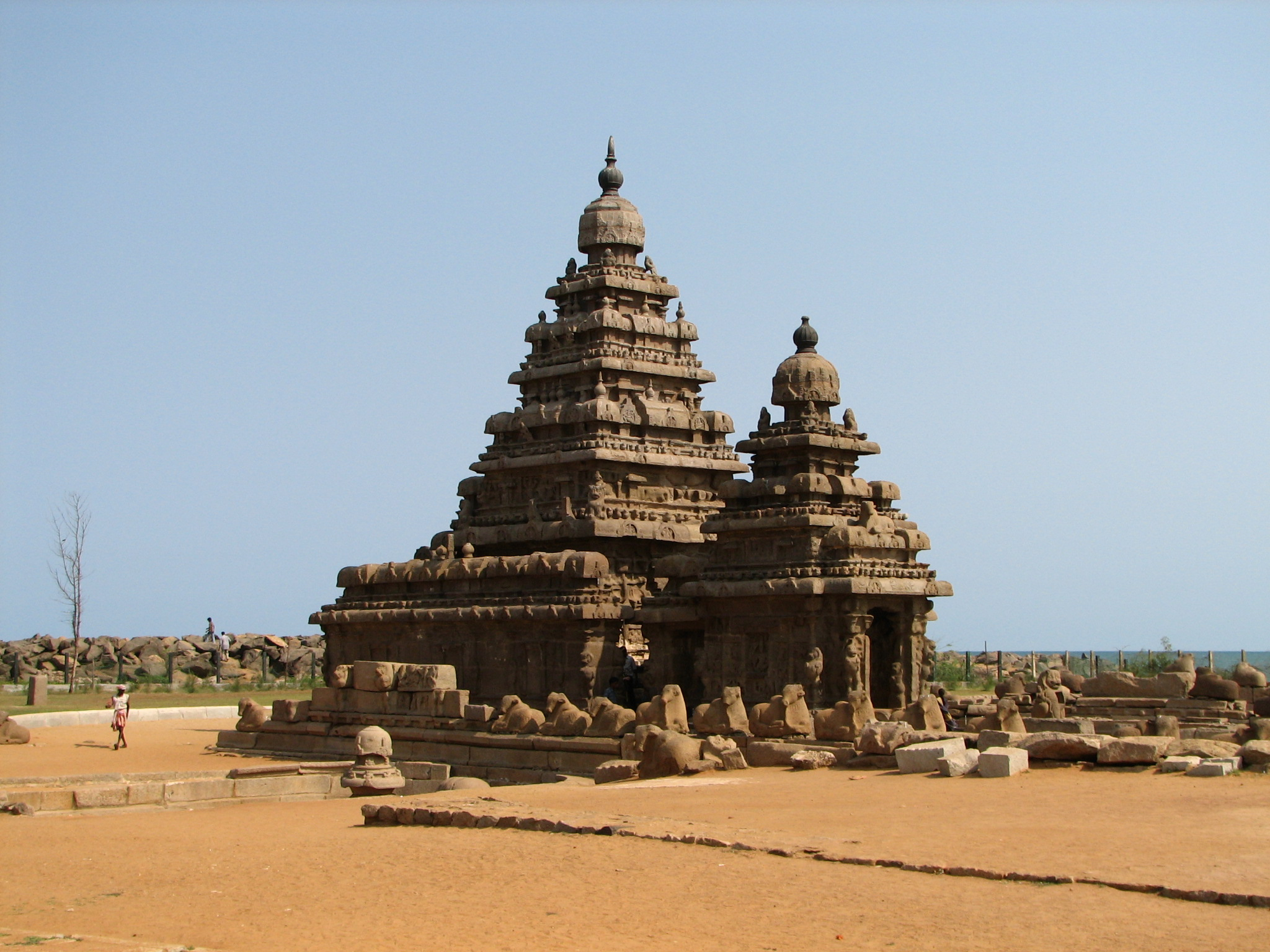
Ufertempel in Mamallapuram

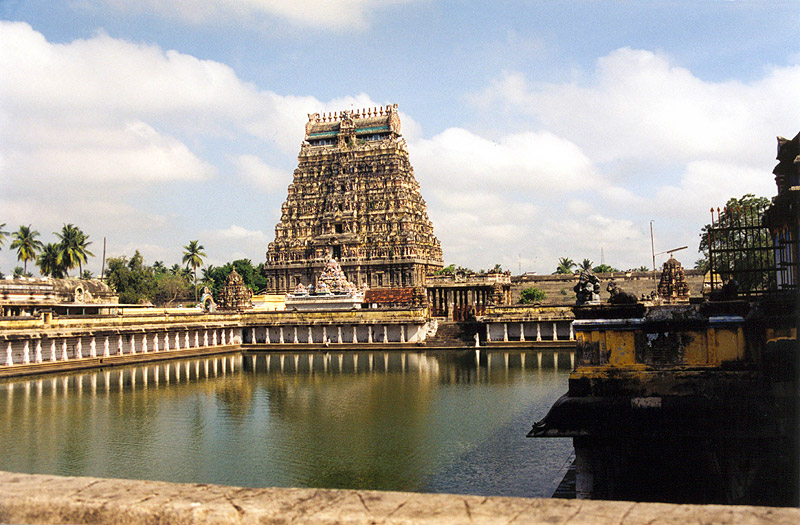
Nataraja-Tempel in Chidambaram mit charakteristischem Gopuram

In architektonischer Hinsicht sticht in Tamil Nadu die Tempelbaukunst hervor. An zahlreichen Orten des Bundesstaates finden sich große Tempelanlagen im südindischen Dravida-Stil. Charakteristisch sind die hohen, meist mit reichem Figurenschmuck verzierten Gopurams (Tortürme) und der Aufbau des weitläufigen Tempelkomplexes, der sich über mehrere Hektar erstrecken kann, um den zentralen Hauptschrein herum. In den klassischen Tempelstädten wie Madurai, Srirangam, Chidambaram, Rameswaram und Tiruvannamalai bildet das Heiligtum den Mittelpunkt der Stadt, deren Stadtgrundriss den Umrissen des Tempels folgt.
In Tamil Nadu finden sich einige der herausragendsten Beispiele frühmittelalterlicher hinduistischer Tempelbaukunst. Die monolithischen Felsentempel aus der Pallava-Zeit (7. und 8. Jahrhundert) in der ehemaligen Hafenstadt Mamallapuram sind Frühformen des südindischen Dravida-Stils und sind durch einen pyramidenförmig gestuften Tempelturm (Vimana) über dem Allerheiligsten gekennzeichnet. Dem Vimana ist üblicherweise eine Säulenhalle vorgelagert. Im 8. Jahrhundert setzte sich der in Mamallapuram begonnene Tempelbaustil in der alten Pallava-Hauptstadt Kanchipuram fort. Die Chola entwickelten die Vimanas der Pallava-Zeit zu gewaltigen Stockwerkpyramiden weiter, deren Geschosse mit aufgesetzten Scheinzellen verziert wurden. Dieser Entwicklung erreichte mit dem Brihadishvara-Tempel in Thanjavur im frühen 11. Jahrhundert ihren Höhepunkt.
Unter den späten Chola und insbesondere unter den sie ablösenden Pandya und der Nayak-Dynastien vollzog sich eine bauliche Akzentverlagerung vom Vimana auf den Torturm (Gopuram) des den eigentlichen Sakralbau umgebenden Tempelbereiches. Während der Vimana kleiner und unauffälliger ist, nimmt der Gopuram nun dessen Größe und künstlerische Ausgestaltung an. Durch die Ergänzung zusätzlicher Säulenhallen sowie mit Gopurams geschmückter Mauerzüge wuchsen viele Tempelbezirke zu weitläufigen Komplexen heran. Höhepunkt dieser Entwicklung ist der Minakshi-Tempel in Madurai, der seine heutige Gestalt im Wesentlichen im 16.–17. Jahrhundert erhielt.
Unter europäischer Herrschaft erlebte die zuvor weitgehend unbeachtete Profanarchitektur einen Aufschwung. Besonders in Chennai entstanden monumentale Verwaltungs- und Repräsentationsgebäude wie der High Court sowie zahlreiche Museumsbauten  im indo-sarazenischen Stil, der europäische, indische und islamische Einflüsse in sich vereinte.

### Musik und Tanz

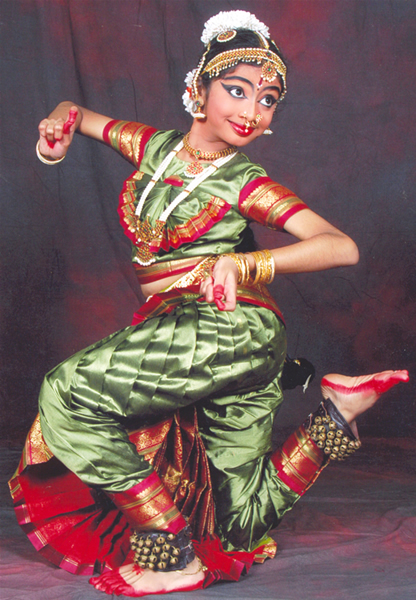
Bharatanatyam-Tänzerin

Der klassische Musikstil Tamil Nadus ist die karnatische Musik, eine der beiden Hauptrichtungen der klassischen indischen Musik neben der in geringem Umfang von persischen Traditionen beeinflussten hindustanischen Musik Nord- und Zentralindiens. In der klassischen Musik und häufig auch in den Volksmusikstilen bilden Ragas eine tonale Ordnung und sind mit rhythmischen Zyklen (Talas) verbunden. Die klassische Musik ist melodisch und im Wesentlichen vokal. Die am häufigsten verwendeten Melodieinstrumente der karnatischen Musik sind die gezupfte Langhalslaute Sarasvati vina, die Violine, die kurze Querflöte pullankuzhal (zur Unterscheidung vom Doppelrohrblattinstrument kuzhal, auch venu, entspricht der längeren bansuri in Nordindien) und das lange Doppelrohrblattinstrument nadaswaram. Die gottuvadyam ist eine waagrecht wie eine Zither gespielte Langhalslaute. Für den Rhythmus sorgen die zweifellige Doppelkonustrommel mridangam, der Tontopf ghatam und die Rahmentrommel kanjira. Die nadaswaram wird von der zweifelligen Fasstrommel tavil begleitet, außerdem durch das einen Bordunton produzierende Doppelrohrblasinstrument ottu oder als deren Ersatz durch eine shrutibox. Bekannte karnatische Vokalisten sind M. S. Subbulakshmi (1916–2004), Ramnad Krishnan (1918–1973), D. K. Pattammal (1919–2009), M. L. Vasanthakumari (1928–1990) und Sudha Ragunathan (* 1956).
Die ältesten religiösen Gesänge gehen auf das Ende des 1. Jahrtausends zurück und sind in den beiden um 1000 n. Chr. zusammengestellten tamilischen Verssammlungen Tevaram mit Hymnen an Shiva und Naalayira Divya Prabhandham mit Hymnen an Vishnu enthalten. Sie werden von einer Gruppe von Tempelsängern (oduvar) in den jeweiligen Hindutempeln vorgetragen. Bei der religiösen Ritualmusik an Tempeln und für Prozessionen werden als mangala vadyam („segenbringende Musikinstrumente“) geltende Blasinstrumente verwendet, zu denen neben der Kombination von nadaswaram und tavil die gebogene Trompete kombu und die seltene gerade Trompete tirucinnam gehören.
Zur dörflichen religiösen Musik oder Volksmusik gehören die Doppeltrommel pambai, die kurze Kegeloboe mukhavina, die kleine Sanduhrtrommel udukai und die seltene kleine Kesseltrommel dhanki. Die religiöse Volksliedgattung Villu Pattu wird von der niedrigstehenden Kastengruppe Pulluvan mit einem besonderen Musikbogen viladi vadyam und Trommeln begleitet.
Bestandteile klassischer karnatischer Musik finden sich auch in der modernen tamilischen Popmusik wieder, häufig Filmmusiken beliebter Kinostreifen. Der erfolgreichste Komponist moderner Musik aus Tamil Nadu ist A. R. Rahman. In der Hauptstadt Chennai findet jedes Jahr im Dezember ein großes Musikfestival statt (Chennai Music Season), bei dem einige der anerkanntesten Virtuosen der karnatischen Musik und Darsteller südindischer Tanzformen auftreten.
Tänze dienen seit jeher als Ausdrucksformen religiöser Verehrung oder zur Darstellung mythologischer Themen. Schon im Altertum wurden sie von Tempeldienerinnen (Devadasis) dargeboten. Der Bharatanatyam, heute einer der sieben führenden klassischen Tanzstile Indiens, hat seinen Ursprung in Tamil Nadu. Er wurde in den 1930er Jahren von Rukmini Devi Arundale wiederbelebt und weiterentwickelt und wird heute unter anderem an der von ihr gegründeten Kalakshetra-Akademie in Chennai gelehrt. Er umfasst rein tänzerische sowie dramatische Elemente. Als Einzeltanz kann er sowohl von Frauen als auch von Männern dargeboten werden. Darüber hinaus existieren zahlreiche, für Tamil Nadu spezifische Volkstanz- und Tanzdramatraditionen, darunter das religiöse Straßentheater Kattaikkuttu und das auf die Umgebung von Thanjavur beschränkte Ritualtheater Bhagavata Mela.

### Film
Das tamilische Kino trägt in Anspielung auf Hollywood und Bollywood, die Filmindustrie in Mumbai, auch den Namen „Kollywood“. Der Anfangsbuchstabe weist auf Kodambakkam hin, den Stadtteil Chennais, auf den die tamilische Filmproduktion konzentriert ist. Der erste Spielfilm entstand in Kodambakkam 1916 unter der Regie von R. Nataraja Mudaliar. Als erster Tonfilm folgte 1931 Kalidas von H. M. Reddy. Heute gehört der tamilische Film mit derzeit 150 bis 200 Produktionen pro Jahr neben dem Hindi-Film und dem Telugu-Film zu den drei größten indischen Regionalfilmindustrien, die alle schon die Spitzenposition der meisten produzierten Filme innehatten (Tamil erstmals 1979 mit 139 Produktionen).
In Konzeption und Thematik ähneln die meisten tamilischen Produktionen denen des Hindi-Films, grenzen sich aber durch die Verwendung der tamilischen Sprache ab. Wie auch in Bollywoodfilmen kommt Musik- und Tanzeinlagen eine hohe Bedeutung zu, allerdings finden sich mehr komische und Kampfkunstelemente. Erfolgreiche Tamil-Filme werden oft in leicht abgewandelter Form und mit anderer Besetzung in Bollywood neuverfilmt, seltener auch umgekehrt. Bekannte Regisseure des gegenwärtigen tamilischen Films sind beispielsweise S. Shankar, Mani Ratnam, Linguswamy, AR. Murugadoss und Gautham Vasudev Menon, die mittlerweile auch an zahlreichen anderssprachigen Produktionen mitgewirkt haben und als herausragende indische Regisseure gelten. Der gegenwärtige „Superstar“ ist der erfolgreiche Schauspieler Rajinikanth, welcher in der Vergangenheit sehr viele kommerzielle Erfolge durch seine Filme erzielen konnte.
Eine Besonderheit ist die außergewöhnliche hohe, zuweilen abgöttische Verehrung, die Schauspielern und Schauspielerinnen entgegengebracht wird. In keinem anderen Bundesstaat Indiens waren ehemalige Filmschaffende politisch so erfolgreich wie in Tamil Nadu. Die enge Verbindung von Politik und Filmindustrie begann in den 1950er-Jahren als die DMK-Partei den tamilischen Film zu einem Vehikel ihrer Propaganda machte („DMK-Film“). Seit 1967 sind alle politischen Führer Tamil Nadus – die Drehbuchautoren C. N. Annadurai und M. Karunanidhi sowie die Schauspieler M. G. Ramachandran und J. Jayalalithaa – Filmpersönlichkeiten gewesen.

### Sport

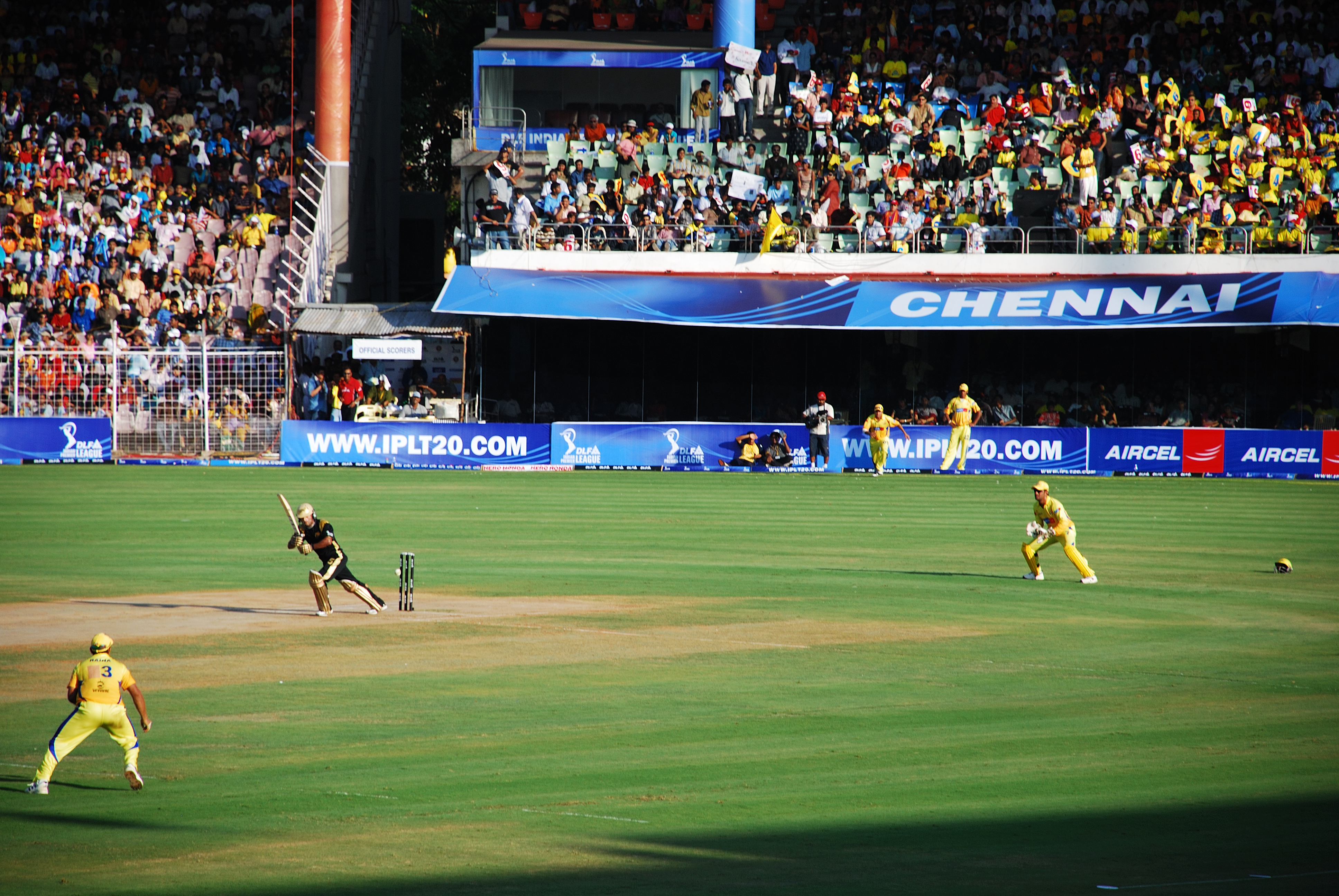
Cricket-Spiel im M. A. Chidambaram Stadium in Chennai

Wie in ganz Indien ist die mit Abstand beliebteste Sportart in Tamil Nadu Cricket, gefolgt von Hockey. Die Chennai Veerans sind der erfolgreichste Hockeyverein Tamil Nadus. Die First-Class Cricket-Auswahl des Bundesstaates spielt in der Ranji Trophy, einem der wichtigsten nationalen Cricketwettbewerbe, und trägt ihre Spiele im 50.000 Zuschauer fassenden M. A. Chidambaram Stadium in Chennai aus. Das Jawaharlal Nehru Stadium mit 40.000 Plätzen, ebenfalls in der Hauptstadt, wird für Leichtathletikveranstaltungen und Fußballspiele genutzt. Es ist Heimspielstätte des erfolgreichsten Fußballvereins von Tamil Nadu, Indian Bank RC, der 1996 Gründungsmitglied der National Football League war, derzeit (Spielzeit 2010/11) aber nur noch zweitklassig ist.
Drei der international bekanntesten indischen Sportler kommen aus Tamil Nadu: Viswanathan Anand (Schachweltmeister 2007–2013), sowie die ehemaligen Formel-1-Rennfahrer Narain Karthikeyan und Karun Chandhok.

### Küche

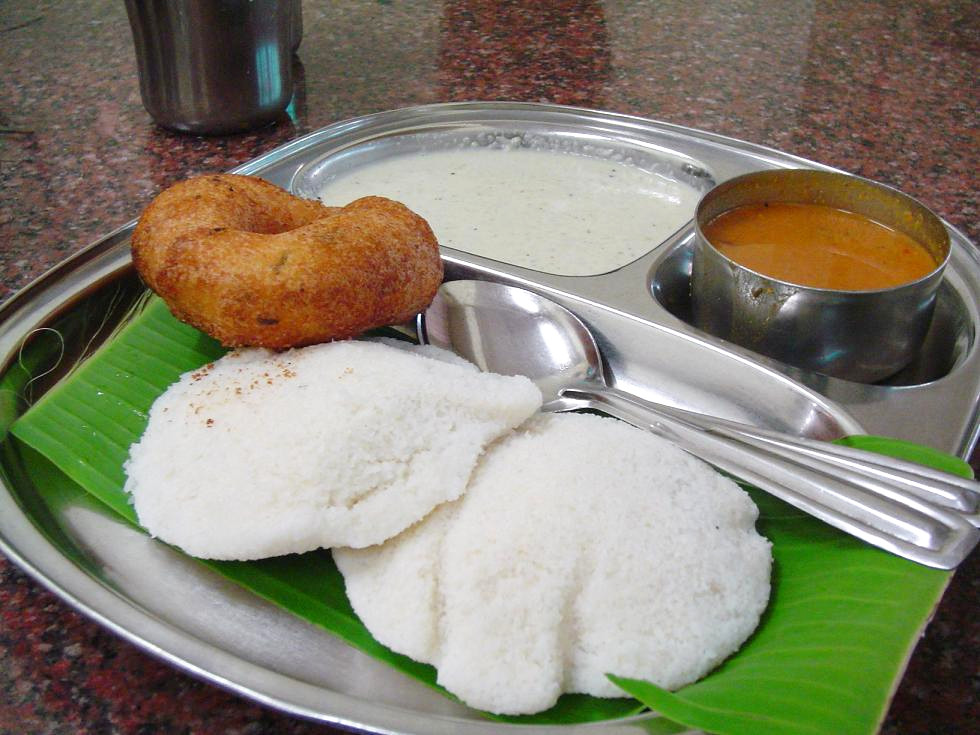
Idli und Vadai auf einem Bananenblatt mit Sambar und Kokoschutney serviert

Die als besonders pikant geltende tamilische Küche zeichnet sich durch eine außergewöhnliche Vielfalt an vegetarischen Gerichten aus. Fleischspeisen sind aus religiösen Gründen von untergeordneter Bedeutung, allerdings werden gelegentlich Fisch oder Meeresfrüchte verwendet. Als Grundnahrungsmittel dient Reis. Eine typische Hauptmahlzeit besteht aus Reis, der mit Linsen, verschiedenem Gemüse, Sambar (einer Soße auf Linsen- und Tamarindenbasis), Rasam (einer dünnen Pfeffersoße) und Joghurt verzehrt wird. Bei der Zubereitung der Soßen kommt eine Vielzahl an Gewürzen zum Einsatz, darunter Tamarinde, Curryblätter, Koriander, Ingwer, Chili, Knoblauch, Pfeffer, Kardamom, Kreuzkümmel, Zimt, Muskatnuss und Gewürznelken.
Als Zwischenmahlzeiten beliebt sind Dosai, eine Art Pfannkuchen aus Reis- und Urdbohnenmehl, Idli, gedämpfte Küchlein, die ebenfalls aus Reis- und Urdbohnenmehl gefertigt werden, und Vadai, frittierte Küchlein aus Urdbohnen. Dazu reicht man Sambar und Chutneys aus Kokosfleisch oder Tomaten. Die Speisen werden für gewöhnlich auf einem Bananenblatt serviert. Gegessen wird traditionell mit der rechten Hand.
Noch vor dem in ganz Indien beliebten Tee ist in Tamil Nadu Kaffee das wichtigste Getränk. Er wird als Filterkaffee mit viel Milch und Zucker zubereitet und in Edelstahlbechern serviert.

### Feste

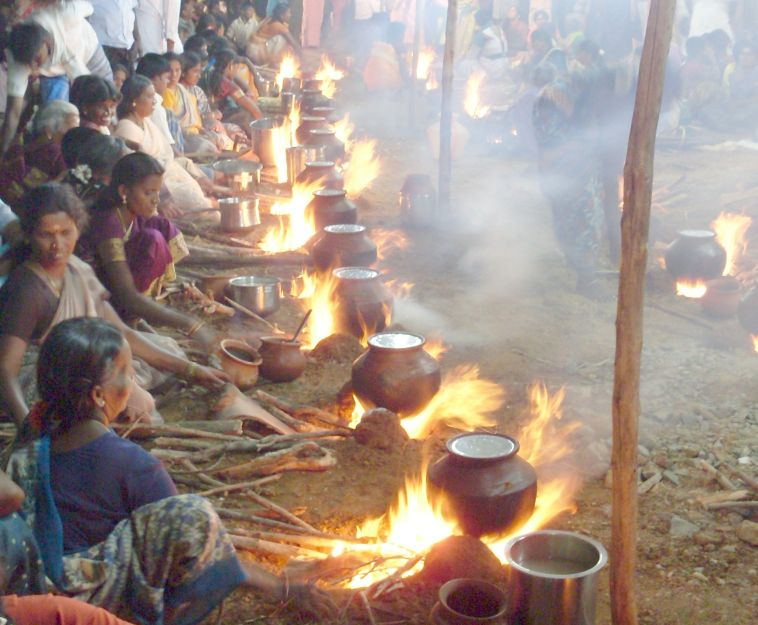
Pongal-Kochen am zweiten Tag des Pongal-Festes

Neben den überregional verbreiteten Feiertagen der verschiedenen Glaubensgemeinschaften gilt das Erntedankfest Pongal als das wichtigste aller tamilischen Feste. Es wird vom ersten Tag des tamilischen Monats Tai (Mitte Januar) an vier Tage lang gefeiert. Am ersten Tag werden symbolisch alte Gegenstände weggeworfen. Der wichtigste Tag ist der zweite, an dem man eine Art Milchreis kocht, der ebenfalls Pongal heißt. Das Gericht muss dabei überkochen, was den Wunsch nach einer guten Ernte, Wohlstand und Überfluss zum Ausdruck bringen soll. Am dritten Tag dankt man den Kühen und Büffeln für ihre Dienste. Dabei findet vielerorts ein Jallikattu genannter Wettkampf statt, bei dem junge Männer versuchen, einen Bullen niederzuringen. Am vierten Tag klingt das Pongal-Fest mit Familienbesuchen aus.
Das tamilische Neujahrsfest findet Mitte April statt. Unter den religiösen Festen der Hindus ragt das Lichterfest Diwali heraus, im Tamilischen Dipavali genannt. In den Tempelstädten Tamil Nadus werden im jährlichen Rhythmus große Tempelfeste gefeiert, bei denen die Götterbilder in aufwändigen Prozessionen auf großen Tempelwagen durch die Straßen gezogen werden.

## Persönlichkeiten
Aus Tamil Nadu kommen mehr Träger der höchsten zivilen Auszeichnung Indiens, des Bharat Ratna, als aus jedem anderen Bundesstaat. Zu den acht tamilischen Trägern des zuletzt 2001 verliehenen Ordens gehören der Politiker C. Rajagopalachari (1878–1972), Indiens zweiter Präsident S. Radhakrishnan (1888–1975), der Physiker und Nobelpreisträger C. V. Raman (1888–1970), der Politiker und ehemalige Chief Minister K. Kamaraj (1903–1975), der Schauspieler und langjährige Chief Minister M. G. Ramachandran (1917–1987), der Raketeningenieur und ehemalige indische Präsident A. P. J. Abdul Kalam (geb. 1931), die Sängerin M. S. Subbulakshmi (1916–2004) sowie der maßgeblich an der Durchführung der „Grünen Revolution“ beteiligte Politiker C. Subramaniam (1910–2000). Als eigentlicher Vater der „Grünen Revolution“ gilt der Agrarwissenschaftler M. S. Swaminathan (1925–2023). Auch der Mathematiker S. Ramanujan (1887–1920) und der Physiker und Nobelpreisträger Subrahmanyan Chandrasekhar (1910–1995) waren tamilischer Abstammung. Der spirituelle Lehrer und Vorgänger der Satsang-Bewegung Ramana Maharshi (1879–1950) wurde ebenfalls in Tamil Nadu geboren.
siehe auch: Liste bekannter Tamilen